# Лейн Стейлі
Лейн Томас Стейлі (англ. Layne Thomas Staley; 22 серпня 1967, Беллв'ю, Вашингтон — 5 квітня 2002, Сіетл, Вашингтон) — американський музикант, вокаліст рок-гурту Alice in Chains.
Лейн Стейлі розпочинав музичну кар'єру в середині 1980-х років у глем-роковому колективі Sleze. 1988 року він перейшов до рок-групи Alice in Chains, у складі якої записав три платівки, які принесли групі всесвітню популярність. Найбільший резонанс викликав альбом Dirt, що вийшов 1992 року та наповнений відвертими текстами Лейна Стейлі про боротьбу з героїновою залежністю.
Після 1994 року через проблеми зі здоров'ям Стейлі звів до мінімуму концертну діяльність, і виступив лише кілька десятків разів із гуртами Mad Season та Alice in Chains. Після смерті колишньої нареченої Демрі Перрот у 1996 році Стейлі став мало з'являтися на публіці. 2002 року був знайдений мертвим через передозування кокаїну та героїну.
Лейн Стейлі визнається одним з найкращих гранжових вокалістів, разом із Куртом Кобейном, Едді Веддером і Крісом Корнеллом. Його трагічна доля вважається показовим прикладом руйнівної дії героїну, що забрав життя багатьох музикантів сіетлської сцени.

## Біографія

### Дитинство та юність (1967—1984)

#### Походження та сім'я
Лейн Резерфорд Стейлі народився 22 серпня 1967 року в шпиталі Оверлейк у Беллв'ю, штат Вашингтон, США. Його батьками були 29-річний Філіп Блер Стейлі та 19-річна Ненсі Елізабет Лейн, що жили в Кіркленді, на березі озера Вашингтон. Мати Лейна навчалася у художній школі та була переможницею конкурсу краси «Міс Беллв'ю», а батько був спадковим продавцем автомобілів у двох поколіннях. Мати вирішила назвати дитину Лейном, зробивши дошлюбне прізвище ім'ям сина.
Лейн був першою дитиною у сім'ї. Коли йому було три роки, в нього з'явилася сестра Ліз Стейлі. 1974 року батьки розійшлися. Через два місяці на різдвяній вечірці мати зустріла Джеймса Кеннета Елмера і в червні 1975 одружилася з ним. Джим Елмер став вітчимом, а його п'ятирічний син Кен — зведеним братом семирічного Лейна та чотирирічної Ліз. Кен приїжджав до батька та нової сім'ї у вихідні та на свята. 1978 року у Лейна з'явилася сестра Джеймі Брук Елмер, перша спільна дитина матері та вітчима.
Рідний батько Філ Стейлі спочатку часто відвідував Лейна та Ліз, але згодом став приїжджати рідше. Мати почала замислюватися про те, щоб зробити Джима Елмера офіційним батьком дітей. Ліз офіційно удочерили та змінили прізвище на Елмер, але Лейн категорично опирався цьому і сподівався, що рідний батько повернеться в сім'ю. У школі він представлявся як Лейн Елмер, хоча офіційно не змінював прізвище. Водночас Стейлі ненавидів своє середнє ім'я — Резерфорд — і пізніше офіційно змінив його, ставши Лейном Томасом Стейлі.

#### Шкільні роки
З раннього дитинства Лейн виявляв схильність до творчості. Його першим спогадом була музична карусель, що висіла над колискою. Він часто малював, майстрував із конструктора Lego або Tinkertoy і в такі моменти був повністю зосереджений на процесі. Він ріс тямущою дитиною і любив ходити до початкової школи. Лейн захоплювався тиболом — дитячою грою, що поєднувала елементи крикету, бейсболу та софтболу, проте, на відміну від батька, не був затятим уболівальником «дорослих» видів спорту, таких як американський футбол.
У середній школі Лейн почав втрачати інтерес до навчання. Він був розумним юнаком, але не хотів витрачати час на те, до чого його примушували в школі. Сам Стейлі говорив, що ненавидів школу: «Я не був популярним та не займався спортом. Мені подобалося працювати з деревом, а також кататися на скейтборді». В той самий час він познайомився з алкоголем та наркотиками. Батьки помічали, що Лейн затримувався після школи, а коли повертався додому, від нього тхнуло випивкою.
У 1981 році Лейн перейшов до середньої школи Медоудейл у Лінвуді, але відчував себе там нещасним. Він був одним із найнижчих учнів, за що його постійно дражнили. Юнак ще більше замкнувся у собі, приділяючи більше уваги наркотикам та музиці. Пізніше Лейн пережив стрибок зростання і виріс до шести футів, але продовжував цуратися навколишніх, проводячи більше часу наодинці з самим собою. Відносини підлітка з батьками були напруженими. Він кілька разів пропадав із дому на пару днів, але після того, як батьки відмовилися забирати його з поліції, більше ніколи не тікав.

#### Музичне становлення
Лейн Стейлі любив музику з дитинства. За словами матері, у дворічному віці він співав пісню «Raindrops Keep Falling on My Head» Бі Джей Томаса. У жовтні 1975 року Лейн вперше відвідав музичний концерт разом із Джимом Елмером. На арені Seattle Center Coliseum виступав Елтон Джон. Попри юний вік, йому сподобалися музика та концерт загалом. Наприкінці 1970-х разом із братом Лейн захопився глем-металом і почав слухати Twisted Sister, Scorpions та Оззі Осборна. Йому подобалася не лише важка музика, а й Біллі Джоел та Fleetwood Mac. У віці 10-12 років він почав ходити на рок-концерти без батьків зі своїми друзями. Одним із перших шоу, які справили на нього сильне враження, був виступ Van Halen.
Коли Лейну було дев'ять років, він написав у книзі «Все про мене» Доктора Сьюза, що хоче стати співаком. Він перепробував кілька музичних інструментів, грав на трубі та корнеті. Коли йому було дванадцять років, сусід подарував Лейнові ударну установку. Кумиром юнака став Томмі Лі з Mötley Crüe і Стейлі навіть змінив середнє ім'я на Томас. Лейн став барабанщиком-самоуком і слухав улюблені рок-записи, намагаючись повторювати те, що чув. До п'ятнадцяти років він став непоганим ударником і грав у кавер-групі зі своїми шкільними друзями.
Рішення стати вокалістом стало для Лейна спонтанним. На репетиції він хотів заспівати пісню, але почув у відповідь, що барабанщики не співають. Лейн посварився з товаришем, відвіз ударну установку у музичний магазин, де обміняв на мікрофон зі шнуром і педаль дилея. Коли Кен Елмер повернувся додому, то виявив замість звичної ударної установки мікрофон із підсилювачем. Дізнавшись, що Лейн зібрався стати співаком, брат вигукнув: «Ти ж не вмієш співати!» Заняття вокалом стали пристрастю Лейна. Вони замикалися в кімнаті з Кеном і співали цілий день безперервно. І хоча брат сприймав це як розвагу, Лейн завзято тренувався, ніби це була мета всього його життя.
Стейлі закинув навчання і підробляв помічником офіціанта та мийником посуду в найближчому італійському ресторані. Через те, що у школі Лейна приваблювали лише заняття з роботи з деревом, викладач Рік Тром запропонував Стейлі роботу у його магазині. Лейн виконував різноманітні доручення, як то фарбування прилеглого сараю, але хотів стати столяром і виробляти меблі. Пізніше він зізнався, що мріє виграти «Битву груп» та стати рок-зіркою. Батьки Стейлі знали про прагнення сина та намагалися підтримати його. Коли Лейну виповнилося сімнадцять років, йому купили першу машину Volkswagen Dasher, знаючи, що музиканту знадобиться транспортний засіб.

### Початок кар'єри. Глем-рок (1984—1987)

#### Sleze— перший рок-гурт

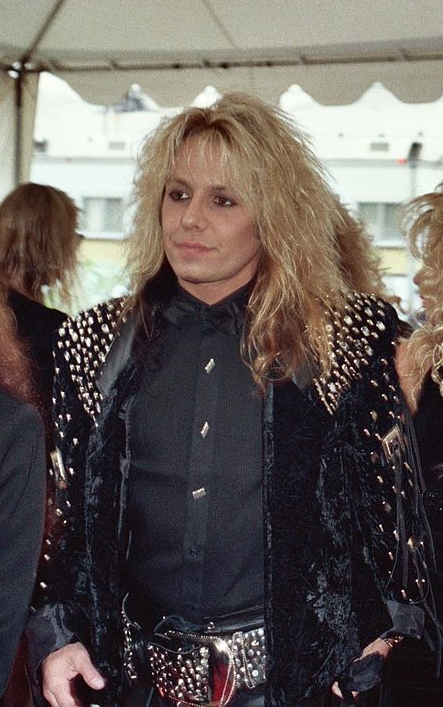
На початку кар'єри Стейлі копіював манеру виконання та зовнішній вигляд вокаліста Mötley Crüe Вінса Ніла

У 1984 році Кен Елмер розповів Лейну про те, що знайомі із середньої школи шукають вокаліста. Кен дізнався про це випадково від учасника шкільного оркестру Джеймса Бергстрома, який мав власну глем-рокову групу Sleze. Лейн спочатку відмовлявся спробувати сили в цій групі, але брат умовив його прийти на прослуховування. Стейлі став сьомим кандидатом на вакантне місце. Учасники Sleze звернули увагу на зовнішній вигляд Лейна:. він був худим і сором'язливим юнаком зі знебарвленим пероксидом водню волоссям, як у вокаліста Mötley Crüe Вінса Ніла. Вони зіграли кілька пісень, серед яких «Looks That Kill» Mötley Crüe та «LOVE Machine» WASP, і були вражені почутим. На довершення Стейлі сів за ударну установку та зіграв вступ до пісні «Red Hot» Mötley Crüe, чим остаточно підкорив музикантів. Прослуховування було закінчено, і Лейн Стейлі був прийнятий до своєї першої рок-групи.
Sleze збирались кілька разів на тиждень, виконуючи модний глем-рок із домішкою панк-року. Репертуар постійно розширювався, а Стейлі удосконалював вокальні навички. Він купив цифровий дилей і став практикуватися, виконуючи пісні на кшталт «Metal Thrashing Mad» Anthrax або «Rod of Iron» Lizzy Borden. 4 лютого 1985 року відбувся перший концерт у студентському центрі Шорвудської школи. У сет-лист сорокап'ятихвилинного виступу перед кількома сотнями студентів входили кавер-версії «LOVE Machine», «Looks That Kill», «False Alarm» Armored Saint, «Stakk Attakk» Wrathchild, «Countess Bathory» Venom та «Black Magic» Slayer. Протягом наступних місяців гурт виступив ще кілька разів, взявши участь у шоу талантів школи Лейксайд, а також у «Битві груп» на ролердромі у Лінвуді. Влітку 1985 року закінчився термін навчання Лейна Стейлі, але він так і не отримав свідоцтва через заборгованість по одному предмету. Взимку документи відправили до школи Chrysalis School у Вудінвіллі, де навчалися його сестри, і формально він закінчував навчання там.
У жовтні 1985 року Лейна вперше згадали у пресі. На телеканалі KOMO обговорювався конфлікт навколо вмісту текстів пісень, що розглядався в Сенаті США за участю відомих музикантів, включаючи Френка Заппу. У газеті The Seattle Times з'явилася цитата «Лейна Стейлі, лінвудського підлітка, який грає в хеві-металевій групі Sleze»: «Усі наші тексти позитивні, ми не лаємося, не співаємо про наркотики та секс. Але я просто хочу бути вільним писати про те, що хочу».

#### Конфлікт з матір'ю
Популярність групи та фронтмена зростала. Лейн відчував себе зіркою і вів рок-н-рольний спосіб життя, вирізняючись зухвалою поведінкою і надмірно захоплюючись наркотиками. У нього почали виникати конфлікти з релігійною матір'ю. Батьки наполягли на тому, щоб Лейн пішов з дому, бо не хотіли, щоб він вживав наркотики на очах молодших сестер. Наприкінці 1985 року Стейлі запропонував членам групи зняти приміщення в клубі Music Bank, що недавно відкрився, де вони могли б жити та репетирувати, перебуваючи в центрі місцевої музичної тусовки. Він спробував влаштуватися на роботу в клубі, а потім запропонував здати комору, в якій зберігалося господарське приладдя. У кімнату ледь поміщалися барабанна установка та інструменти, але це коштувало лише 150 доларів на місяць. Коли звільнилося просторіше приміщення, група переїхала туди.
Залишивши дім, спочатку Лейн Стейлі ночував у репетиційній у клубі Music Bank, а пізніше переїхав до бас-гітариста Sleze Майка Мітчелла, який жив в Університетському районі Сіетла. Мітчелл посварився з подругою Лізою Ахерн Раммелл, а Лейн улучив момент і домовився про те, щоб жити в крихітній коморі. Пізніше до них переїхав ще один друг — Морґен Галлахер. Так тривало до звільнення Мітчелла зі Sleze, після чого друзям довелося шукати нове житло. Їм дала притулок Маріанна Кондіфф, яка хотіла стати менеджером Sleze і здала квартиру-студію в Західному Сіетлі. Лейн перебивався короткочасними заробітками, а найдовше затримався на фабриці Lancs Industries у Кіркленді. Кондіфф змусила музикантів шукати нову роботу, але натомість вони вирушали до броварні Rainier, де цілий день відвідували безплатні дегустаційні тури. Не дочекавшись обіцяної орендної плати, Кондіфф вигнала квартирантів, і Лейн повернувся до Music Bank.

#### Перейменування в Alice N' Chains та розпад групи
На початку 1986 року Sleze замислилися про запис демоплівки зі своїми піснями. Їм допомагав місцевий музикант Тім Бреном, який виступив у ролі продюсера. Інструментальні партії записувалися в Music Bank, а вокал Лейна — у будинку Бренома в Річмонд-Біч. Для пісні «Lip Lock Rock» була потрібна духова секція, і в студію запросили Кена Елмера, який грав на саксофоні і заплатив вісімдесят доларів за «привілей потрапити в рок-н-рольний альбом». Частину коштів на запис демоплівки музиканти заробили завдяки участі Sleze у фільмі режисера-початківця Теда Берда Father Rock (англ. Рок-отче) про проповідника, який розповідає про Ісуса за допомогою рок-музики. Музиканти Sleze знялися в ролі «сіетлської групи із найдовшим волоссям», а Лейну дісталася невелика роль з парою фраз.
Наприкінці 1986 року було вирішено змінити назву гурту Sleze. Гітарист Джоні Баколас обговорював з фронтменом Slaughterhaus 5 Рассом Клаттом перепустки за лаштунки, на яких було написано «Sleze: Ласкаво просимо в тур Країною Чудес». Баколас і Клатт згадали про «Алісу у Дивокраї», яка трансформувалася в «Алісу в бондажі», а потім — в «Алісу в ланцюгах». Мати Лейна Стейлі була засмучена через те, що син вигадав таку образливу назву, і не розмовляла з ним два тижні. Батьки інших музикантів також були не в захваті, погрожуючи, що перестануть оплачувати репетиційне приміщення та запис альбому. В результаті зупинилися на назві «Alice N' Chains», що означала «Аліса і ланцюги». На той час музиканти закінчили запис демо, витративши понад 1600 доларів. Сто екземплярів запису розійшлися по друзях та знайомих музикантах, а також вирушили на місцеві радіостанції. На концерти гурту приходило багато дівчат, а самі музиканти пародіювали виступи глем-гурту Poison. Вони виходили на сцену під музику з фільму «Стриптизерка», розкидували троянди шанувальницям, чепурилися на сцені, копіюючи сцену з фільму «Пурпурний дощ». Лейн катався на велосипеді з великими колесами з написом «Лейнмобіль», глузуючи з Роба Гелфорда з Judas Priest, що виїжджав на сцену на мотоциклі.
На початку 1987 Стейлі влаштувався на роботу в Music Bank. Він роздавав ключі від приміщень, витрачавши зароблені гроші на оплату репетиційної кімнати. Лейн проводив багато часу в клубі, дивився телевізор або займався вокальними вправами. Не обходилося у Music Bank і без наркотиків, найпоширенішими серед яких були марихуана, кокаїн та ЛСД. Лейн Стейлі приохотився до наркотиків більше за інших завсідників клубу. Зрештою, музиканти Alice N' Chains провели збори — тільки вони четверо, без батьків або консультантів, де розповіли Стейлі, що стурбовані його станом. Лейн розплакався і пообіцяв виправитись. Насправді нічого не змінилося. Вокаліст продовжував вживати наркотики, через що інші музиканти стали його цуратися. Зрештою друзі вирішили розійтися, і гурт припинив існування. Останній концерт Alice N' Chains відбувся восени 1987 року в Балларді.

### Зміна стилю. Хеві-метал (1988—1990)

#### 40 Years of Hate та Diamond Lie
Після зникнення Alice N' Chains Лейн не залишався без діла. Разом із Джеймсом Берстромом вони зійшлися з музикантом Роном Холтом, який переїхав із Сіетла до Лос-Анджелеса кілька років тому, і почали грати його музику. Холт чув спів Стейлі й був вражений його вокальним талантом. За словами Берстрома, матеріал «випереджав свій час і поєднував індастріал-метал, важкий фанк і хардрок», а сам Холт порівнював його з альбомом чиказького гурту Ministry The Land of Rape and Honey. Незабаром до них додалися гітарист Джеррі Кантрелл та барабанщик Дейв Мартін. Стейлі познайомився з Кантреллом за кілька місяців до цього і запропонував оселитися разом з ним в Music Bank. Гурт Холта отримав назву 40 Years of Hate. Вони грали дюжину пісень, чотири з яких потрапили на демо під назвою 1988 року Full of Pain, Full of Hate.
Наприкінці 1987 року Джеррі Кантрелл вирішив заснувати власну групу. Першим він покликав у неї Лейна Стейлі, а той запропонував кандидатуру барабанщика Шона Кінні, з яким познайомився на пляжі Алкі-Біч кілька років тому. Четвертим членом гурту став бас-гітарист Майк Старр, якого нещодавно звільнили з рок-групи Gypsy Rose. Музиканти репетирували в Music Bank, змінивши назви Mothra, Fuck і зупинившись на Diamond Lie — так називалася попередня група Кантрелла. Вони починали з виконання кавер-версій, таких як «Hanky Panky» Tommy James &amp; the Shondells, але незабаром стали писати власні пісні. На початку 1988 року накопичилося достатньо матеріалу для повноцінного демо-запису Treehouse Tape, куди увійшло вісім пісень. Весь цей час Стейлі продовжував грати у двох групах і відмовлявся покинути проєкт Холта, що не влаштовувало учасників Diamond Lie. Зневірившись, музиканти оголосили фіктивне прослуховування вокалістів на заміну Лейну. Вони зібрали найгірших виконавців, яких могли знайти, але вдали, ніби задоволені співом. Побачивши це, Стейлі не витримав і погодився піти з 40 Years of Hate, присвятивши себе групі Джеррі Кантрелла.

#### Створення Alice in Chains

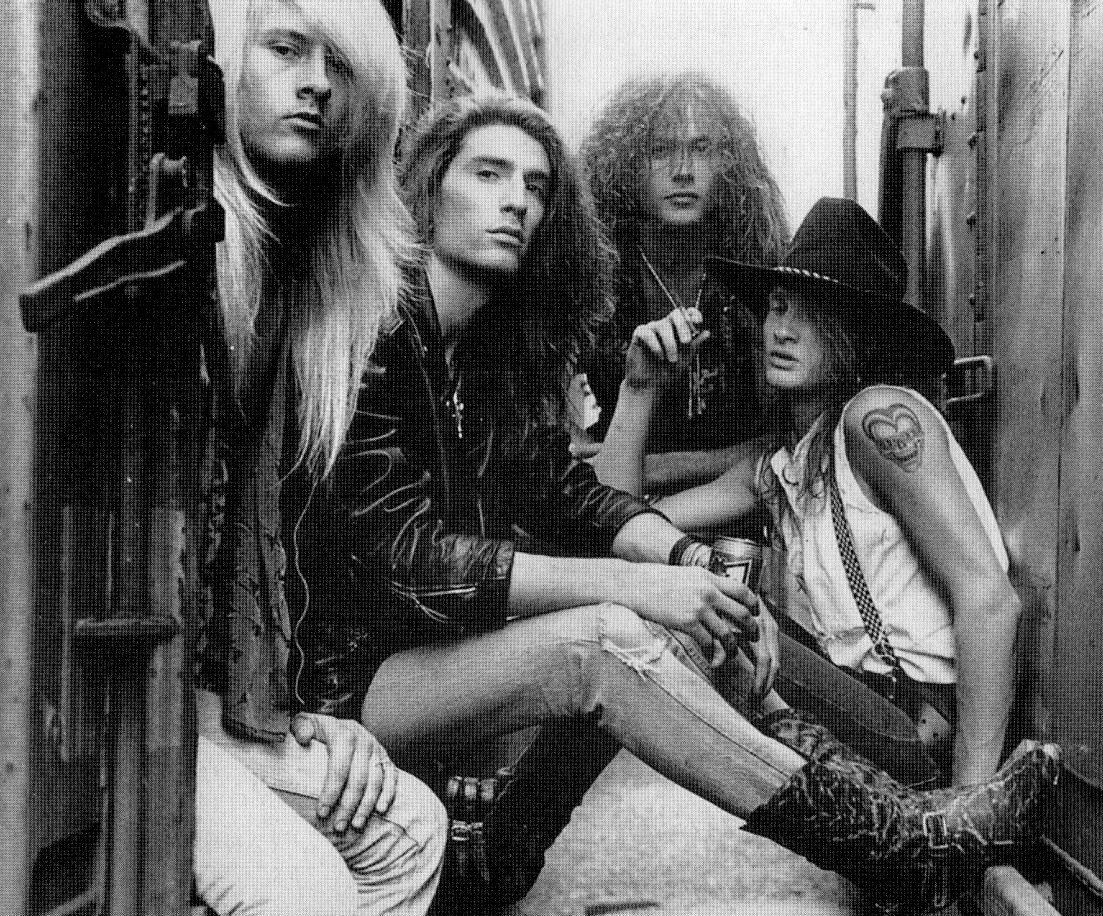
Alice in Chains. 1988 рік

Перший виступ Diamond Lie відбувся 15 січня 1988 року в сіетлському Кейн Холлі. У травні був складений прескіт Diamond Lie, що разом з касетою і біографією групи розіслали у великі лейбли. Запис зацікавив музичного продюсера Ренді Хаузера, який погодився стати менеджером гурту. A&amp;R-агент Нік Лофт порадив змінити назву Diamond Lie. Перебираючи можливі варіанти, музиканти звернули увагу на банер Alice N' Chains, що висів на стіні, і вирішили назватися Alice in Chains, також позбувшись непотрібної аналогії з Guns N' Roses.
Влітку 1988 року Стейлі познайомився з артисткою Демрі Перрот. Вони почали зустрічатися і проводили багато часу разом у Music Bank та за його межами. Незабаром групі довелося залишити репетиційну базу, оскільки Music Bank опинився у центрі поліційного рейду загону боротьби з наркотиками. З'ясувалося, що поруч розмістилася величезна плантація марихуани. Клуб закрили, а Alice in Chains переїхали до будинку біля аеропорту Сіетл-Такома. Музиканти оселилися у трьох спальнях та обладнали місце для репетицій. На сіетлському телеканалі KING 5 вийшов документальний фільм, який показував будні рок-колективу. Після рейду Стейлі продовжував вважатися співробітником Music Bank, але оскільки група переїхала в інше приміщення, Лейн перестав з'являтися на роботі та незабаром був звільнений.
Восени 1988 року Ренді Хаузер потрапив до в'язниці через провалений тест на наркотики. Він передав управління Сюзан Сільвер, менеджеру Soundgarden і дружині фронтмена Кріса Корнелла. Лейн та група старанно працювали та отримали репутацію «наступної великої групи Сіетла». Їхні пісні регулярно транслювалися на місцевій радіостанції KISW, попри відсутність контракту з великим лейблом. Завдяки зв'язкам менеджера Alice in Chains стали виступати на розігріві у таких великих хард-рокових та хеві-металевих груп, як BulletBoys, Tesla та Great White. Група шукала власний стиль, вибираючи, згідно з офіційною біографією, між «Джеєм Лено хеві-металу» або «чоловічою версією Сім'ї Партріджів». Представляючи молодий колектив, в журналі Kerrang! виділили «емоційний вокал, фанкові, брудні ритми, цілком оригінальне, але важке звучання, які гарантують велике майбутнє». Група привернула увагу президента Columbia Records Дона Айнера. Він прагнув того, щоб лейбл закріпив позиції на ринку важкої музики, і наважився зробити ставку на Alice in Chains. Переговори тривали вісім місяців і закінчилися підписанням контракту з CBS Records. Мрія Лейна Стейлі про те, щоб укласти фінансово вигідну угоду з великим лейблом, збулася.

#### Перший альбомFaceliftта «золотий диск»

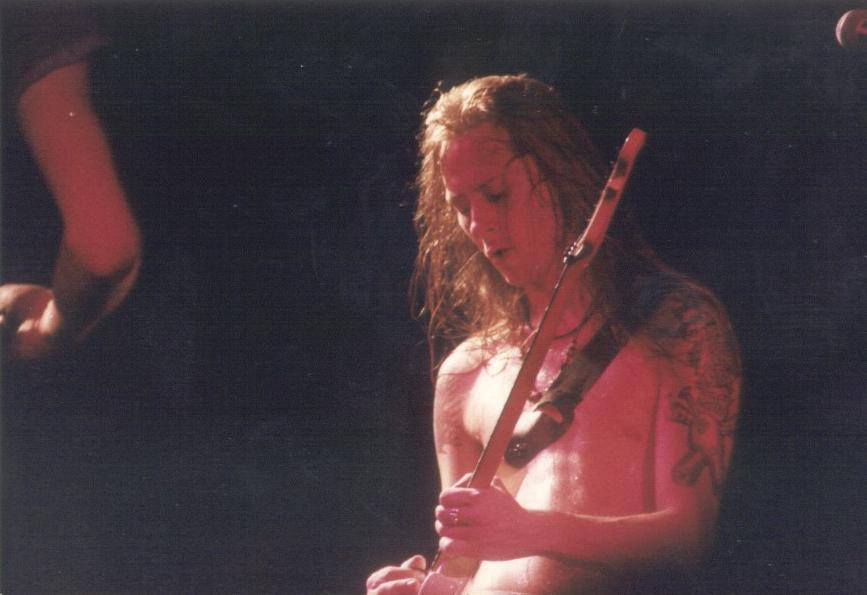
Гітарист Alice in Chains Джері Кантрелл

Після підписання контракту прийшов час записувати дебютний альбом. Продюсером призначили Дейва Джердена, відомого по роботі з Jane's Addiction. Він зустрівся з музикантами в Лос-Анджелесі та вразився голосом Стейлі. Продюсер допоміг групі визначитися з напрямком творчості: «Тоді вони грали потроху з кожного стилю — панк, хеві-метал — та намагалися знайти своє звучання. Свого часу Лейна навіть був ірокез. Ідея полягала в тому, щоб усунути все зайве». Джерден бачив у Alice in Chains нових Black Sabbath і змусив музикантів дотримуватися цього стилю, зробивши пісні повільнішими та важчими.
Наприкінці 1989 року музиканти вирушили до сіетлської студії London Bridge Studios. Інструментальні партії записали в Сіетлі, а для запису вокалу гурт перемістився до лос-анджелеської Studio A. Звукоінженер Браян Карлстром не вразився зовнішнім виглядом фронтмена: «Чесно кажучи, він був як дитина-хіпі в біркенштоках, дуже худорлявий, дуже наївний. Виглядав дуже молодим, крім козлячої борідки з парою вплетених намист». Проте усі були вражені силою вокалу Стейлі, який виконував більшу частину партій першого дубля. До студії навіть приїхав його рідний батько Філ Стейлі, який був здивований почутим: «Де він цьому навчився? У мене мурашки по шкірі». У березні 1990 року від передозування героїну помер знайомий Стейлі, вокаліст гурту Mother Love Bone Ендрю Вуд. Група прилетіла на похорон Вуда в Сіетл, а під час церемонії прощання з вокалістом Лейн розплакався: «Лейн ототожнював себе з ним, відчував його біль і те, як він з ним боровся», — згадував Нік Поллок.
Весною 1990 року запис було завершено. На пісню «We Die Young» було знято перший відеокліп. Влітку вийшов мініальбом We Die Young, а 24 серпня 1990 — повноформатний альбом Facelift. Коли Лейн вручив матері касету з альбомом, вона виділила потенційний хіт — пісню «Man in the Box», а Лейн з гордістю зізнався, що її написав саме він. Пізніше цю композицію обрали другим синглом і зняли кліп. Стейлі запропонував режисерові Полу Рахману свої ідеї — «Сарай під час дощу. Домашня худоба. Дитина із зашитими очима», які, за винятком останньої, і лягли в основу фінального відео. Alice in Chains вирушили в концертне турне, виступаючи на розігріві у Extreme та Іггі Попа, а пізніше отримали місце в турі «Битва титанів» з Megadeth, Slayer та Anthrax. Концерти на розігріві у треш-металевих команд стали серйозним випробуванням, оскільки шанувальники важкої музики ставилися до маловідомої групи вороже, але по ходу туру Alice in Chains зуміли привернути до себе фанатів. Під час концерту в Сіетлі гітарист Megadeth Дейв Мастейн дізнався про глем-рокове минуле Лейна Стейлі та здивувався, наскільки сильно змінився стиль вокаліста з часів Sleze та Alice N' Chains.

### Пік слави. Гранж (1991—1994)

#### Розквіт сіетлської сцени
Переломний момент у кар'єрі Лейна Стейлі настав навесні 1991 року. До цього моменту Alice in Chains були добре відомі лише в місцевому Сіетлі та серед затятих металістів. Продажі Facelift були невисокими, тому на лейблі вирішили прикладати до них безплатний запис концерту гурту в Театрі Мура Live Facelift. Кінорежисер Кемерон Кроу, чоловік гітаристки сіетлської групи Heart, був вражений єднанням місцевих музикантів після смерті Ендрю Вуда і вирішив використати їх як фон для свого наступного фільму «Одинаки». Кроу оплатив Alice in Chains демосесії, в ході яких з'явилася пісня «Would?», що була присвячена померлому вокалісту і потрапила у фільм. На хвилі зросту інтересу до сіетлської сцени керівники MTV включили відеокліп «Man in the Box» в ротацію і група стала відома на всю країну. Альбом Facelift, що вийшов рік тому, моментально піднявся на кілька десятків позицій у хіт-параді Billboard 200, а Alice in Chains стали прикладом того, як андеграундна хеві-металева група може відразу стати популярною.

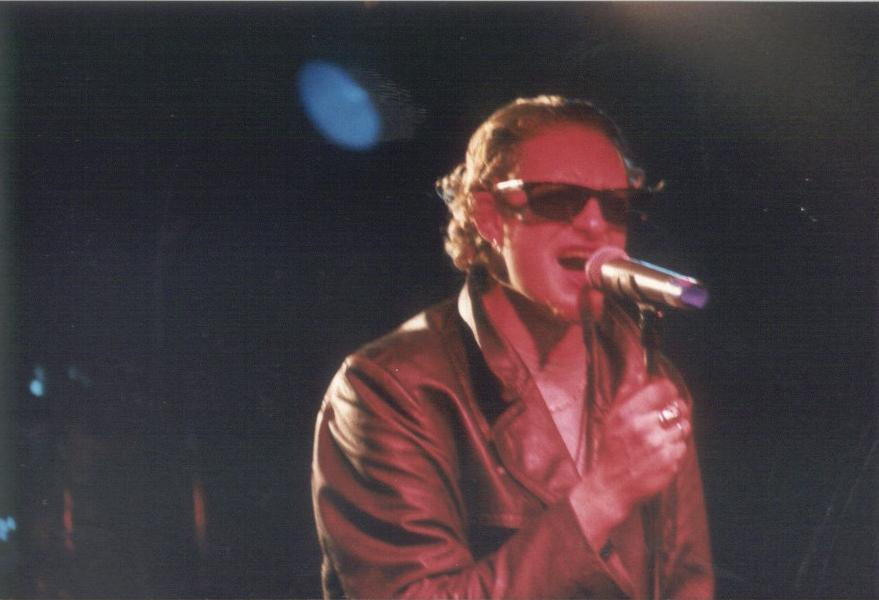
Лейн Стейлі на концерті Alice in Chains у Бостоні. 1992 рік

Після прориву Alice in Chains Лейна Стейлі почали впізнавати на вулицях, що стало для музиканта неприємною несподіванкою. Він не міг навіть вибратися в ресторан із сім'єю, його помічали та просили автограф. Наречену Лейна Демрі Перрот стали називати «подругою Лейна» або навіть «Алісою в ланцюгах», що її дратувало. На запитання Дейва Джердена про те, як почувається відома людина, Стейлі відповів: «Це мене бісить. Люди ставляться до мене як до об'єкта. Я вже не людина. Я просто товар, який потрібно продати. Люди не знають, хто я насправді. Вони просто хочуть отримати частину мене». З іншого боку, до Лейна прийшов довгоочікуваний комерційний успіх. Альбом Facelift був розпроданий тиражем в один мільйон екземплярів. Стейлі зізнавався, що розпорядився нагородою так, як давно мріяв, вдихнувши за допомогою «золотого диска» доріжку кокаїну. Він намагався витрачати кошти з розумом і найняв особистого бухгалтера, а накопичивши потрібну суму, придбав машину та квартиру в Сіетлі.
Вокаліст Семмі Хагар запропонував Alice in Chains відкривати концерти Van Halen під час турне Північною Америкою: «Я хотів знайти крутий новий гурт, якому потрібна розкрутка. Одного разу я дивився MTV та побачив кліп „Man in the Box“. На сьогодні Лейн є одним із найкрутіших нових вокалістів». Турне з Van Halen стало величезним досягненням для гурту та реалізацією дитячих мрій музикантів. В той самий час під час цих гастролей Лейн Стейлі почав вживати героїн, щоб зняти стрес. Спочатку навколишні та члени групи не надавали цьому значення. Коли восени 1991 року група вирушила до студії London Bridge для запису мініальбому Sap, ніхто не пов'язував часті відвідування вокалістом ванної кімнати з наркотиками. Проте на початку 1992 року менеджменту групи стало відомо про серйозні проблеми Лейна з героїном, і його тишком-нишком відправили до клініки на лікування.

#### Другий альбомDirtта тема наркотиків
Після повернення Лейна з реабілітаційного центру настав час для запису другого альбому гурту. Відразу після початку роботи в Лос-Анджелесі почалися масові протести проти вироку, винесеного Родні Кінгу, і в місті почались заворушення. Студійну активність було перервано на тиждень. Стейлі не боявся виходити на вулицю, бо у нього стався рецидив, і знову знадобилися наркотики. Дізнавшись, що його лікар вихвалявся, що «отримав» вокаліста Alice in Chains, музикант розлютився і знову повернувся до героїну. Наркотики стали головним мотивом творчості Стейлі. У клініці він написав композиції «Sickman» і «Junkhead», а пізніше — ще кілька пісень про героїнову залежність. Дейв Джерден був вражений текстами: «Ці пісні зображають реальність. Вони написані не для комерційного споживання. Їхній автор проповз дві милі по іржавих лезах. Вони виявляються тривога, тортури, фізичні та душевні страждання». Студійні робітники стали помічати, як вокаліст довго закривається у ванній, щоб прийняти чергову дозу. Слідом за Лейном героїн спробував його друг бас-гітарист Майк Старр. Коли настав час записувати вокал, з'ясувалося, що Стейлі, який постійно перебував «під кайфом», не потрапляв у тональність. Розлючений Джерден вигнав вокаліста зі студії та заявив, що той не в змозі співати. Лейн не з'являвся в студії тиждень, але коли повернувся, то голос став нормальним, і він блискуче виконав власні партії.
Друга платівка Alice in Chains вийшла у розпал гранжеманії. Альбоми гуртів Nirvana та Pearl Jam займали високі місця в хіт-параді Billboard, і до робіт сіетлських гуртів був прикутий особливий інтерес. Платівка отримала назву Dirt і вийшла 25 вересня 1992 року, дебютувавши на шостому місці в національному хіт-параді. Гурт вирушив у концертне турне, сповнене пригод. У вересні 1992 року Стейлі зламав ногу, катаючись на квадроциклі, через що кілька концертів провів на інвалідному кріслі або на милицях в гіпсі. Під час виступів він неодноразово висміював свою шкідливу звичку. Одну з композицій він представив як «пісню про довбаного безнадійного наркошу», а під час іншої вдавав, нібито робить собі ін'єкції за допомогою мікрофона. Музичні критики та журналісти не пройшли повз цієї теми і ставили Стейлі відверті запитання щодо наркотиків. Музикант зізнавався, що вживав героїн у минулому, але переконував, що зміг упоратися зі згубною звичкою. Проте менеджер Alice in Chains Сюзан Сільвер приставила до вокаліста персонального охоронця, щоб ніхто не передавав йому наркотики. Зусилля Сільвер були марними, і на початку 1993 року під час турне з групою Screaming Trees у Стейлі стався черговий рецидив. Він повернувся до героїну, попутно підсадивши свого друга Марка Ланегана. На початку 1993 року з Alice in Chains звільнили Майка Старра. Бас-гітарист створював групі багато проблем, приторговуючи перепустками за лаштунки та зловживаючи героїном. «Лейн та Старр були друзяками. Після звільнення Старра Лейн змінився раз і назавжди. Він знав, що з точки зору бізнесу Старру потрібно було покинути групу, але на особистому рівні це підкосило його», — згадував гітарний технік Ренді Біро. На зміну Старру тимчасово прийшов бас-гітарист Оззі Осборна Майк Айнез. Група провела низку концертів у Європі, а також записала саундтрек до фільму «Останній кіногерой», після чого Айнеза прийняли в Alice in Chains на постійній основі.
Влітку 1993 відбувся головний рок-захід сезону — фестиваль Lollapalooza, одним з хедлайнерів якого були Alice in Chains. Незадовго до цього гурт відмовився від спільного турне з групою Metallica Nowhere Else to Roam. Офіційною причиною була втома музикантів, яким довелося вибирати щось одне, і вибір зробили на користь Lollapalooza. Під час фестивалю Стейлі намагався стримувати себе, проводячи час у власному автобусі, обладнаному звукозаписною студією, але незабаром повернувся до алкоголю та героїну.

#### МініальбомJar of Fliesта творча відпустка
У вересні 1993 року Alice in Chains вирушили до студії, щоб відпочити від важкого концертного туру. За десять днів вони вигадали та записали сім нових композицій, що увійшли до платівки Jar of Flies. Вона побачила світ 14 січня 1994 року і стала першим мініальбомом у світі, який дебютував на першому місці в хіт-параді Billboard. Групу залишив менеджер Келлі Кертіс, який працював разом із Сюзан Сільвер. Кертіс не витримав того, що відбувалося всередині колективу. Одного разу Лейн Стейлі тримав на руках дочку Кертіса і знепритомнів. «Він був чудовим хлопцем, і всі хлопці були чудові, але над ними нависла чорна хмара, і це мене справді хвилювало. Я зненавидів це», — згадував Кертіс. За іншою версією менеджер вирішив залишити Alice in Chains, щоб зосередитися на роботі з не менш успішними представниками місцевої сцени Pearl Jam.
У квітні 1994 року музичний світ вразила смерть вокаліста Nirvana Курта Кобейна, який застрелився. Вдова Кобейна Кортні Лав знайшла номер телефону Джима Елмера і намагалася зв'язатися зі Стейлі. «Ми не були близькими друзями, але бачилися на спільних концертах та іноді зависали разом. Але я знав його достатньо, щоб бути спустошеним його смертю», — пояснював Лейн. Навесні 1994 Стейлі боровся з власними проблемами, знову потрапивши в реабілітаційний центр. Група не виступала разом починаючи з січня 1994 року, але сам Лейн Стейлі одного разу з'явився на публіці, виконавши 28 травня разом із Tool пісню «Opiate» (англ. Опіум). У газеті Seattle Post-Intelligencer зазначили, що вокаліст «виглядав хворобливо і носив вовняну лижну маску, що приховувала обличчя».
Влітку 1994 року Alice in Chains були запрошені до турне з групою Metallica, а також стали хедлайнером фестивалю Вудсток-94. За день до виступу стався скандал. Лейн Стейлі прийшов на репетицію «під кайфом», чим розлютив Шона Кінні. Барабанщик жбурнув палички та присягнувся, що більше не гратиме зі Стейлі. «Ми не були чесні один з одним і якби продовжили, то з майже напевно знищили б себе в дорозі. Ми не хотіли, щоб це сталося на очах у всіх», — виправдовувався Кінні. Сюзан Сільвер довелося оприлюднити офіційну заяву, згідно з якою Alice in Chains відмовляються від туру Shit in the Sheds з гуртом Metallica та виступи на фестивалі Вудсток через «проблеми зі здоров'ям усередині гурту». Музиканти колективу Metallica уїдливо відреагували на чергову відмову Alice in Chains. На концертах Джеймс Гетфілд грав вступні акорди «Man in the Box», приспівуючи «Я не можу виступати, я не можу виступати», і зображував Стейлі, який робить собі ін'єкцію, за що був освистаний публікою.

### Криза (1994—1996)

#### Супергурт Mad Season
Відмова від виступів породила чергову хвилю чуток, пов'язаних зі Стейлі. Знайомі були шоковані новинами й безперервно телефонували Лейну, щоб дізнатися, що сталося. Музикант болісно переносив конфлікт, витрачав час на комп'ютерні ігри та «займався нездоровими речами». В середині 1994 року Стейлі спробував зав'язати з героїном самостійно і попросив Джонні Баколаса переїхати до нього додому. Вокаліст поставив перед другом дві умови: жодних групових втручань та жодних пісень Alice in Chains.

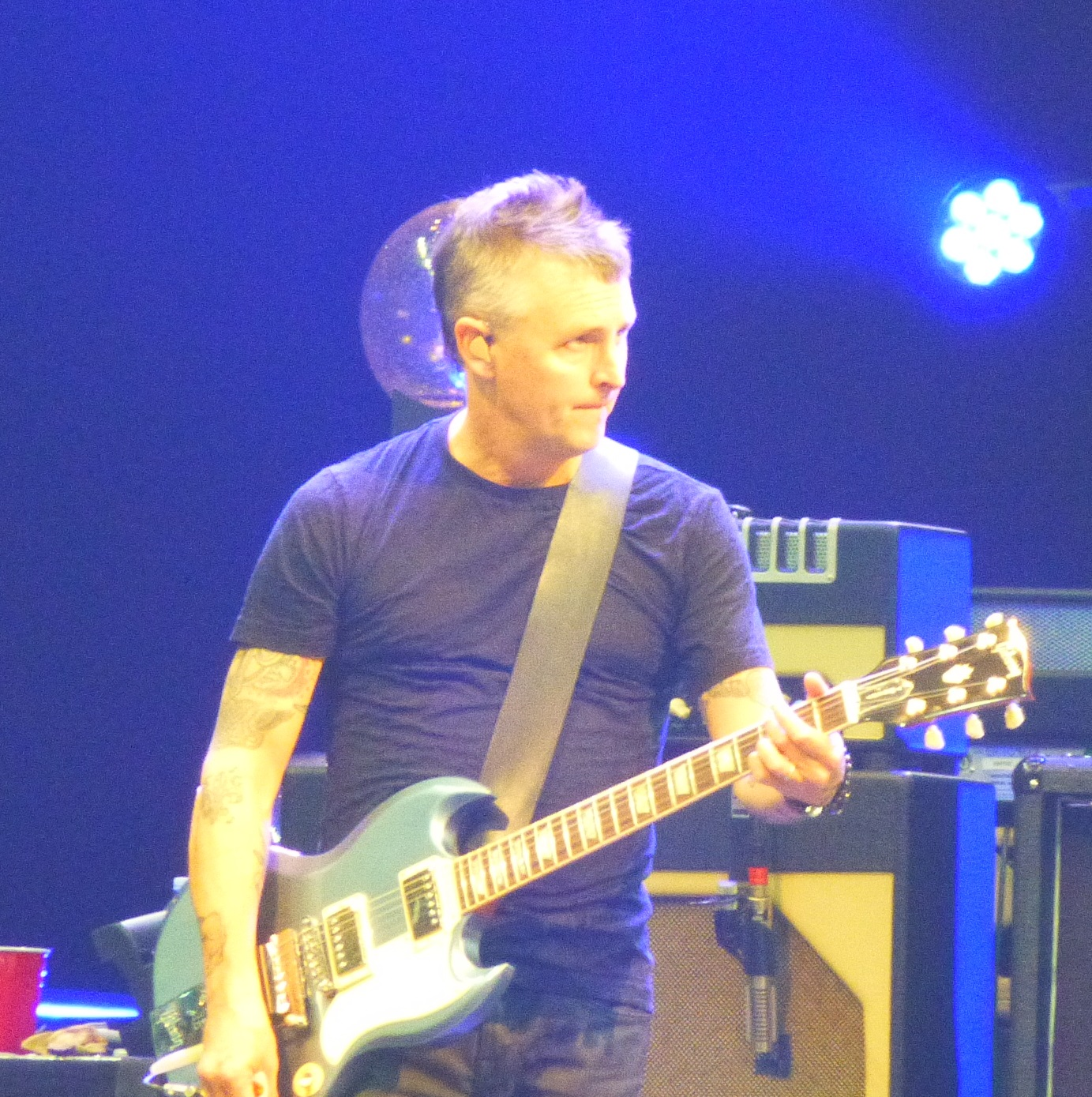
Проєкт Mad Season був заснований гітаристом Pearl Jam Майком Маккріді і був покликаний об'єднати музикантів, які прагнуть здорового способу життя.

Одного дня Стейлі зателефонував гітарист Pearl Jam Майк Маккріді, який хотів, щоб Лейн виконав його пісню. Маккріді щойно виписався з реабілітаційного центру, де лікувався від алкогольної залежності та познайомився з бас-гітаристом Джоном Сондерсом. Вони вирішили започаткувати новий проєкт і надихнути власним прикладом інших музикантів, які прагнули позбутися шкідливих звичок. Першим до них приєднався барабанщик Screaming Trees Барретт Мартін. Маккріді зачастив у будинок до Стейлі, грав свої рифи та переконав прийти на репетиції. 12 жовтня 1994 року музиканти виступили в місцевому клубі Crocodile Cafe, взявши назву Gacy Bunch. Після успішного шоу натхненний Маккріді запропонував записати демо, але Лейн Стейлі закликав піти ще далі й випустити повноцінний альбом. Проєкт отримав назву Mad Season та керувався менеджерською командою Pearl Jam. Запис альбому проходив у студії Bad Animals. Персоналу було помітно, наскільки серйозними були проблеми Стейлі. Його було важко затягти до студії, він постійно просипав записи, а коли приходив, то часто закривався у ванній кімнаті. Він без сорому відповідав на питання про залежність, пояснюючи, що не може обходитися без наркотиків чи алкоголю. Стейлі виконав усі вокальні партії та написав усі тексти, а головним хітом стала пісня «River of Deceipt», натхненна «Пророком» Халіля Джебрана.
Наприкінці 1994 року Лейн виступив разом із Mad Season на концерті в клубі RCKNDY, а в січні 1995 року музиканти виконали дві пісні на радіо Едді Веддера Self Pollution Radio. Стейлі також неодноразово з'являвся на сцені з групою свого друга Джонні Баколаса Second Coming, виконуючи пісню «It's Coming After». Один із концертів потрапив у репортаж на MTV News, після чого в пресі стали виникати питання про справжні причини скасування туру Alice in Chains, адже вокаліст не виглядав настільки хворим, щоб не виходити на сцену. Стейлі також грав із музикантами Second Coming у кавер-групі FTA (Funding the Album — англ. Збираємо гроші на альбом), виконуючи пісні Alice in Chains «Would?», «Man in the Box» і «No Excuses». Навесні 1995 року Баколас не витримав сусідства з наркоманом і вирішив з'їхати з квартири.

#### Третій альбомAlice in Chains
Поки Лейн Стейлі намагався подолати залежність, менеджмент гурту прагнув повернути вокаліста. Стейлі хотів остаточно порвати з Alice in Chains через проблеми зі здоров'ям, але Сюзен Сільвер нагадувала, що «в відомості знаходилося сорок людей, які розраховували на його нові пісні та виступи». Мати музиканта пропонувала найняти нового вокаліста, проте Сільвер пояснювала, що «Лейн і є Alice in Chains». Джеррі Кантрелл пішов іншим шляхом. Гітарист скликав решту членів Alice in Chains, щоб репетирувати нові пісні у студії Bad Animals у Сіетлі без Стейлі. Коли вокаліст дізнався про це, то не витримав і дійсно повернувся до гурту.
Ускладнював запис спосіб життя Стейлі. Той був яскраво вираженою «совою» і міг з'явитися в студії будь-коли. Продюсер змусив команду чергувати у режимі цілодобової готовності. Коли вокаліст був готовий, то надсилав повідомлення на пейджер, а інженери готувалися до його приходу. Запис зайняв довше очікуваного через поганий стан організму Стейлі, а також відсутні тексти пісень, які писалися прямо в студії. Витрати на студійний час безконтрольно зростали, і представники лейблу почали втрачати терпіння. Одного ранку Дон Айнер і Мішель Ентоні зателефонували Стейлі, привітавши із «золотою» сертифікацією альбому Mad Season Above, і поставили ультиматум, вимагаючи закінчити запис протягом дев'яти днів. Лейн засмутився через тиск і ледь не розплакався, але був змушений підкоритися. Ця розмова лягла в основу тексту пісні «Sludge Factory».
Третій альбом отримав назву Alice in Chains і побачив світ 3 листопада 1995 року. Як і Jar of Flies, він стартував на вершині хіт-параду Billboard. Редактору Rolling Stone Джону Відерхорну було доручено взяти інтерв'ю у гурту. Під час зустрічі Лейн забув надіти рукавички, і журналіст побачив сліди ін'єкцій на лівій руці. Стейлі зізнався, що проблема з наркотиками нікуди не поділася: «Вони допомагали мені кілька років, але потім стали працювати проти мене — і зараз я проходжу через пекло». Стаття вийшла у лютневому номері журналу. На обкладинці красувалося зображення Стейлі в сонячних окулярах і підзаголовок «Голка і завдані збитки: Лейн Стейлі з Alice in Chains». Музикант ледь не знепритомнів, побачивши журнал на газетній стійці, оскільки чекав, що стаття буде про групу, а не про нього особисто. Крім згадок про сліди уколів, з матеріалу випливало, ніби вокаліст був єдиним наркоманом у групі, хоча насправді кожен учасник мав власні проблеми. Відерхорн виправдовувався тим, що статтю змінили під час редактури, а фотографію для обкладинки обрали без його відома. Проте журналіст наполягав, що стаття була б неповною без згадки про наркотики: «Я повинен був написати про те, що надихало групу, з чим їй доводилося стикатися, що це були за демони».

#### Завершальні концерти
На початку 1996 року продюсер Алекс Колетті запропонував Alice in Chains взяти участь в проєкті MTV Unplugged. Він вважав гранжові групи — а раніше свої акустичні сети відіграли колективи Nirvana та Pearl Jam — втіленням свого часу. «Не було сумнівів, що цей гурт сяятиме. І голос Лейна, і їхні пісні», — згадував він. Alice in Chains погодилися на пропозицію. Під час репетицій Колетті був вражений вокальною формою Лейна Стейлі, бо попри непримітний вигляд і поганий фізичний стан, голос залишився незмінним. Концерт відбувся 10 квітня 1996 року у театрі Бруклінської музичної академії. Колетті готувався до неприємностей, але виступ пройшов успішно. Стейлі пофарбував своє волосся в рожевий колір, але зумів провести три години на сцені, не відлучаючись у ванну кімнату. Попри кілька невдалих дублів, музиканти, менеджмент гурту, телевізійники та глядачі, включаючи учасників гурту Metallica, залишилися в захваті. Шоу було показано по телебаченню 26 травня 1996 року, а 17 липня вийшов альбом MTV Unplugged (Alice in Chains), який потрапив на третє місце в американському хіт-параді.
Весною 1996 року Alice in Chains запропонували виступити на розігріві у легендарного рок-гурту Kiss під час реюніон-концертів. Підготовка йшла важко, бо Лейн постійно спізнювався, і його доводилося чекати годинами. За три тижні музикантам вдалося згадати старий репертуар та вивчити пісні з нового альбому. Alice in Chains виступали разом із Kiss протягом кількох вечорів з 28 червня по 3 липня. Завершальний концерт відбувся в Канзас-Сіті, штат Міссурі. Сюзан Сільвер спостерігала за ним разом із концертним менеджером Кеваном Уїлкінсом і вигукнула: «Це останній раз, коли ми бачимо цих хлопців разом на сцені. Я відчуваю це». Наступного дня вона прилетіла до Сіетлу і дізналася, що Лейн Стейлі потрапив до клініки через чергове передозування.

### Останні роки життя (1997—2002)

#### Затворництво
Після виходу з лікарні Лейн Стейлі перестав з'являтися на публіці та порвав стосунки з групою. Він продовжував зрідка зустрічатися з Демрі Перрот. Колишня подруга приходила до Лейна щотижня, щоб допомогти прибратися по дому. Її внутрішні органи почали відмовляти через постійне вживання героїну, вона кілька разів потрапляла до реанімації. У жовтні 1996 року Демрі знепритомніла під час поїздки за покупками. Лікарі намагалися врятувати її, але без успіху. Дівчина померла від бактеріального ендокардиту. Їй було двадцять сім років. Лейн тяжко переживав смерть подруги та звинувачував себе, що не зміг врятувати її. На думку друзів музиканта, після смерті Демрі він перестав чіплятися за життя і припинив боротися зі своєю залежністю.
У квітні 1997 року Стейлі придбав кондомініум в Університетському районі Сіетла. Величезна квартира з трьома спальнями загальною площею 1500 квадратних футів (близько 139 м²) знаходилася на п'ятому поверсі. Угоду оформили на вигадане ім'я Джона Ларусти, щоб зберігати анонімність Стейлі та не привертати увагу. Продюсер Тобі Райт допоміг облаштувати у квартирі домашню студію звукозапису, що включала ADAT-магнітофон, мікшерний пульт та драм-машину. Джеррі Кантрелл зрідка відвідував Стейлі, і вони ділилися доробками, проте нічого з цього не було опубліковано.
Лейн Стейлі уникав великих компаній, але одним із винятків стала різдвяна вечірка лейблу Сюзан Сільвер. Раніше Сільвер заявила, що припиняє менеджерську діяльність, тому у місцевій газеті The Rocket написали: «Звичайно, Soundgarden більше не потребують менеджера, але хто витиратиме блювоту і змінюватиме підгузки Alice in Chains?» Після цього в редакцію газети прийшла посилка з банкою сечі, пакетом фекалій та запискою «Підітріть і поміняйте це, виродки!». Припускали, що відправником був Лейн Стейлі. На вечірку прийшов гітарний технік Alice in Chains Ренді Біро, і спочатку не впізнав вокаліста, бо той сильно змінився. Лейн запросив старого знайомого до себе в кондомініум і Біро був вражений величезним проєкційним телевізором, за яким Лейн цілими днями грав у комп'ютерні ігри. Стейлі підтвердив, що продовжував вживати наркотики, але відмовився поділитися: «Не хочу, щоб ти закінчив як я» .

#### Музичні проєкти
Через нелюдимість Стейлі Alice in Chains фактично розпалися. Вокаліст категорично відмовлявся виступати, інші ж поважали його рішення. Джеррі Кантрелл і Шон Кінні спочатку намагалися підтримувати стосунки з Лейном. Барабанщик іноді заглядав до нього додому, хоч і визнавав, що квартира Стейлі була «не дуже здоровим місцем». Гітарист також зустрічався з ним особисто і зрідка телефонував йому. 1997 року Джеррі Кантрелл вирішив випустити власний альбом і запросив знайомих музикантів, включаючи Шона Кінні та Майка Айнезу з Alice in Chains, але Лейна Стейлі серед них не було. Ходили чутки про те, що Кантрелл та Стейлі не розмовляли, але гітарист спростовував ці плітки. Стейлі відвідував виступи колеги по групі, а його остання опублікована фотографія, датована 31 жовтня 1998 року, була зроблена саме за лаштунками концерту Джеррі Кантрелла.
У 1998 році Alice in Chains зібралися випустити бокс-сет із найкращими піснями та рідкісними записами. Для нього було вирішено записати дві нові композиції, що придумав Джеррі Кантрелл. 22 серпня 1998 року члени групи та персонал студії Eldorado з нетерпінням чекали появи Лейна Стейлі. Його прихід повинен був ознаменувати возз'єднання команди, що записала в 1992 році альбом Dirt, окрім бас-гітариста Майка Старра. Стейлі з'явився вночі, коли партії інструментів вже були записані, і його було не впізнати: він відростив довге біле волосся, носив окуляри, але виглядав виснаженим і схожим на дідугана. Це був уже не той Лейн, якого вони бачили шість років тому. Стейлі мав написати тексти до двох нових пісень, але виявився не готовим до роботи. Він вечеряв, грав з електронною ударною установкою, давав поради щодо проходження комп'ютерних ігор і навіть задув свічки на святковому торті, підготовленому на честь його дня народження, але так і не доторкнувся до нових пісень. Джерден і Кантрелл намагалися перенести запис наступного дня, коли Лейн заявив, що йому потрібно терміново повертатися до Сіетлу. Пісні так і не були закінчені. Розлючений Джерден відмовився працювати над проєктом. Вокал Стейлі був записаний пізніше у студії Robert Lang Studios під керівництвом Тобі Райта. Пісні «Get Born Again» і «Died» увійшли в бокс-сет Music Bank, що вийшов в 1999 році. 19 липня 1999 року на підтримку збірки відбулося інтерв'ю Кантрелла, Кінні та Айнеза у національній радіопрограмі Rockline. Несподівано для всіх до студії зателефонував і Лейн Стейлі. Музиканти охоче відповідали на запитання та не заперечували можливість возз'єднання Alice in Chains. Це інтерв'ю стало для Лейна Стейлі останнім.
Крім Alice in Chains, Стейлі взяв участь у деяких сторонніх проєктах. 1996 року він допоміг знайомому Джессі Холту, виконавши вокальну партію до пісні «The Things You Do». У листопаді 1997 року пісню перезаписали ще раз. За словами звукорежисера Джейсона Буттіно, голос Стейлі був настільки слабкий, що довелося штучно збільшувати гучність. Восени 1998 року Стейлі взяв участь ще в одному проєкті. Продюсер Метт Серлетік і гітарист Том Морелло (Rage Against the Machine) вирішили записати кавер-версію пісні «Another Brick in the Wall» для фільму «Факультет». Вони запросили колишніх учасників Jane's Addiction Мартіна Ленобля та Стівена Перкінса, створивши супергрупу Class of '99. У пошуках вокаліста вони звернулися до Лейна Стейлі, і той зненацька погодився. Запис пройшов у Сіетлі, а Лейн, вже традиційно для нього, запізнився на кілька годин. Стейлі був у дуже поганій формі та шепелявив, так що деякі фрагменти пісні доопрацювали під час постпродукції. Повертаючись із Сіетла до Лос-Анджелеса, Серлетік зателефонував президенту Columbia Records Дону Айнеру і попросив допомогти вокалісту Alice in Chains. «Ми намагались. Ми пробували. Ми організовували для нього переліт до клініки на корпоративному літаку кілька разів… Але важко допомогти людині, якщо вона не хоче, щоб їй допомагали», — відповів Айнер. Останнім проєктом Стейлі мала стати участь у другому альбомі гурту Taproot. Вокаліст домовився з продюсером Тобі Райтом про те, щоб заспівати на пісні, що йому сподобалася, з робочою назвою «Spacey». Лейн планував з'явитися в студії в середині квітня 2002 року, але так і не встиг втілити цю ідею в життя.

#### Спосіб життя
Попри відлюдний спосіб життя і постійне вживання наркотиків, Лейн Стейлі не зовсім опустився, як багатьом здавалося. Він захоплювався комп'ютерними іграми, мистецтвом, а також доглядав кішку Сейді. Іноді він відвідував бар Rainbow Tavern, розташований за п'ять хвилин ходьби від будинку, але тримався осторонь, сидячи в кутку приміщення. Стейлі також заглядав у місцевий магазин коміксів, де часто затримувався допізна, вибираючи цікаві журнали. Знайомі, які зрідка бачили його на вулиці, згадували, що Стейлі виглядав «як ходячий мертвець». Нік Поллок стверджував, що Лейн вже не був колишнім собою: «Ніби в його тілі оселилася примара». Джефф Гілберт зазначав, що Стейлі виглядав дуже погано і від нього смерділо: «Одяг висів на ньому мішком. Він виглядав на вісімдесят років, і це було страшно».
Знайомі Лейна намагалися зберігати із ним відносини, але Стейлі відмовлявся від допомоги. Коли йому телефонували, він не брав трубку, а коли приходили додому — не відчиняв двері. Єдиними людьми, із якими Лейн охоче підтримував зв'язок, залишалася його сім'я. Іноді він приїжджав у будинок Джима Елмера в Беллв'ю і привозив подарунки або саморобні сувеніри, підписані кожному з родичів: «Він був кумедним. Ми не знали, наскільки складно психологічно йому було вибратися до нас та проводити час із сім'єю. Але коли він приїжджав і з'являвся на людях, то був веселим, милим і відчував себе у своїй тарілці, таким, як ми знали його завжди». На початку 2002 року сестра Лейна Ліз народила первістка. Збереглася фотографія, де Лейн тримає на руках маленького Оскара. За словами його матері Ненсі Маккаллум, Лейн відчував, що може померти будь-якої миті, але не готувався до смерті: «Він щойно подовжив права водія, його артпроєкти були в самому розпалі. Я навсправжки очікувала, що Лейн зможе пережити це випробування».

#### Смерть
4 квітня 2002 року Лейн Стейлі зустрівся вдома з колишнім бас-гітаристом Alice in Chains Майком Старром. Стейлі зізнався, що важко хворий, у нього виявили гепатит C. Розмова зайшла про Демрі Перрот, і Стейлі заявив, що померла подруга відвідувала його напередодні. Мати Демрі підтверджувала, що чула про це від Старра, і вірила, що дочка «була разом із Лейном під час його переходу [в інший світ]». Майк приймав бензодіазепіни, тому коли друг зробив йому зауваження, Старр образився і зібрався йти. Останніми словами Стейлі стали: «Тільки не так. Не кидай мене так».
За два тижні Сюзан Сільвер зателефонувал бухгалтер і повідомив, що на рахунку Лейна Стейлі припинився рух коштів. Раніше Стейлі регулярно знімав гроші, щоб платити за наркотики. 19 квітня 2002 року Сільвер зв'язалася з Ненсі Маккаллум та Джимом Елмером, і вони прийшли до Лейна. Двері ніхто не відчиняв, тому Ненсі викликала поліцію. Офіцери зламали двері. Лейн лежав на дивані, стискаючи наповнений шприц, з ноги стирчала голка, а на столі були гірка кокаїну та дві курильні трубки. Тіло Стейлі почорніло і розклалося. Автовідповідач був повний повідомлень за два тижні від людей, які намагалися зв'язатися з ним. Двері були зачинені зсередини, а по квартирі були розкидані гроші та наркотики, через що вважалося, що Лейн помер на самоті. Знаючи, що Стейлі нещодавно подовжив права водія і збирався записувати нову пісню, а також за відсутності передсмертної записки, версія із самогубством не розглядалася. Після розтину було встановлено, що Стейлі помер 5 квітня 2002 року. Причиною смерті стало передозування суміші героїну та кокаїну, також відомої як «спідбол».
Батьки Лейна повідомили про трагедію найближчих до сина людей, а інші дізналися про смерть 34-річного вокаліста з сюжетів новин. Джим Елмер та Ненсі Маккаллум організували обід із членами команди Alice in Chains, музикантами Pearl Jam та Soundgarden та близькими друзями Лейна. 26 квітня відбулася зустріч родичів з усіма охочими у Сіетлському центрі, на яку прийшло близько чотирьохсот шанувальників. Тіло Лейна було кремоване, а поминальна церемонія відбулася 28 квітня 2002 року у закладі Kiana Lodge на острові Бейнбрідж, де Лейн та Демрі збиралися одружитися. Першими виступили отець Джима Елмера, преподобний Вільям Елмер, батько і мати Лейна, його сестра Ліз Коутс, а потім слово взяли Барретт Мартін, Джеррі Кантрелл і Сюзан Сільвер. На завершення церемонії Кріс Корнелл, Енн і Ненсі Вілсон виконали пісню Rolling Stones «Wild Horses», а також композицію «Sand», написану сестрами Вілсон на честь знайомого, який помер від СНІДу.

#### Спадщина
Лейн Стейлі не залишив заповіту, у нього не було подружжя чи дітей, тому спадщиною розпоряджалися батьки. Його власність оцінювалася приблизно півмільйона доларів, а боргові зобов'язання становили менш ніж сто тисяч. Через хворобу та обставини смерті квартиру та речі у ній ретельно продезінфікували. Коли кондомініум виставили на продаж, рієлтори замовчували, що тут недавно померла рок-зірка. Стейлі належало кілька складських приміщень, частина з яких була розграбована, а особисті речі — вкрадені. Серед іншого поліція повернула родичам Лейна його мотоцикл Harley-Davidson, кинутий за п'ятдесят миль від квартири, а також статуетку MTV Video Music Awards. Частина особистих речей Стейлі потрапила до рук здирників, які вимагали від Сюзан Сільвер п'ятдесят тисяч доларів. Надалі багато предметів, що належали Стейлі, опинилися на аукціоні. Вартість рукописних текстів та малюнків Лейна на ринку досягала десятків тисяч доларів.

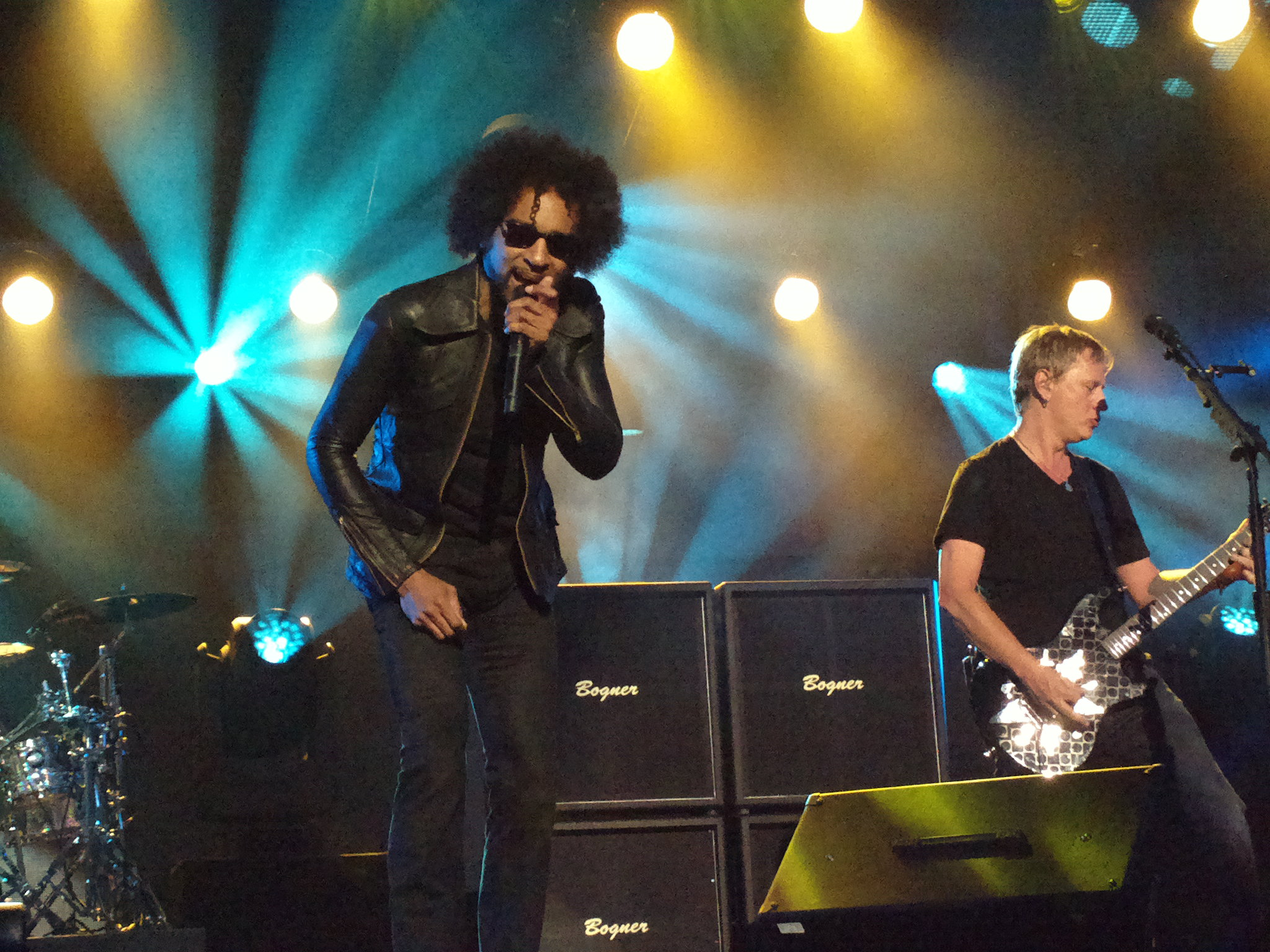
Alice in Chains з новим вокалістом Вільямом Дювалем. 2013 рік

Після смерті вокаліста решта учасників гурту не виступала разом протягом кількох років. Джеррі Кантрелл займався сольною кар'єрою, а Майк Айнез приєднався до групи Heart. Вперше вони зібралися разом на сцені 2005 року на благодійному концерті, присвяченому збору коштів для жертв цунамі. 2006 року музиканти відновили виступи з новим вокалістом Вільямом Дювалем, а у 2009 році випустили студійний альбом Black Gives Way to Blue, титульна пісня якого була присвячена Лейну Стейлі. Після тріумфального повернення гурт продовжив концертну діяльність і випуск альбомів у новому складі.
У 2013 році стало відомо про судовий позов, поданий Ненсі Маккаллум до інших музикантів гурту. Мати Стейлі вимагала виплати половини суми, яка належала б покійному синові, у розмірі 16 % доходу Alice in Chains. Адвокати Джеррі Кантрелла та Шона Кінні стверджували, що ділові відносини Стейлі з групою закінчилися в момент його смерті. За словами повіреного групи, у грудні 2011 року Маккаллум намагалася зареєструвати торгову марку «Alice in Chains», через що група пригрозила подачею зустрічного позову. Було найнято бухгалтера для підрахунку частки Стейлі в Alice in Chains, яка склала 341 тисячу доларів, хоча після його смерті Alice in Chains вже виплатили спадкоємцям 705 тисяч доларів. Вирішили, що спадкоємці музиканта продовжуватимуть отримувати гонорари за пісні, які Стейлі написав самостійно або у співавторстві. Претензії матері Стейлі на торгову марку Alice in Chains були відкликані у 2015 році за погодженням сторін.

## Особистість

### Особливості характеру
Всупереч сценічному образові харизматичного рок-музиканта, у звичайному житті Лейн Стейлі був скромним і сором'язливим хлопцем. У дитинстві він був найтихішим учнем у класі. Коли Ненсі Маккаллум прийшла на зустріч випускників, колишні однокласники сина не повірили, що всесвітньо відомий Лейн Стейлі — це той самий Лейн Елмер, що навчався з ними. У дитинстві над ним часто знущалися через низький зріст. Коли до п'ятнадцяти років він витягнувся до шести футів, то продовжував залишатися замкненим і ненавидів великі скупчення людей. Вже ставши відомим музикантом та впливовою людиною, він намагався допомагати слабким та ображеним, не забуваючи про своє минуле. Барабанщик Баррет Мартін розповідав, що Стейлі роздавав безплатні перепустки на концерти дітям, які не могли дозволити собі купити квиток. Бас-гітаристка Babes in Toyland Морін Херман, яка познайомилася зі Стейлі на фестивалі Lollapalooza, була здивована, що такий тихоня зміг стати рок-вокалістом: «Він виглядав дитиною, а решта учасників групи — дорослими чоловіками».
Стейлі виріс у релігійній сім'ї та відвідував недільну школу церкви Християнської науки. Мати Стейлі стверджувала, що її син вірив у Бога, хоча сам він не був схожий на вірянина і критикував релігію. В юності Лейн носив куртку з пентаграмою і перевернутими хрестами, а також вигадав образливу назву групи «Аліса в ланцюгах», пов'язану з бондажем. Написана ним пісня «Man in the Box» містила текст «Відкинь свого творця», через що її відмовлялися транслювати деякі радіостанції. В інтерв'ю журналу Rolling Stone в 1996 році Стейлі зізнався, що не захоплювався релігією, але розбирався в духовності. Він вірив у потойбічне життя і боявся смерті, засуджуючи самогубства.
Попри показну самовпевненість та бажання стати зіркою, Лейн Стейлі залишався дуже вразливим. Якось музиканти Sleze засміяли його, коли він співав, забувши вимкнути мікрофон. Після цього інциденту Лейн наполягав на тому, щоб записуватися в студії на самоті. При роботі в Alice in Chains він завжди вимикав світло у кімнаті або відгороджувався ширмою. Записуючи дует з Енн Вілсон з Heart, він також соромився сторонніх і вимагав, щоб усі виходили з приміщення і за ним ніхто не спостерігав.
З самого дитинства Лейн старанно дбав про своїх родичів. Батько рано пішов із сім'ї, і хоча Лейн вірив, що батьки зможуть помиритися, він ніколи не висловлювався погано на адресу вітчима. Попри конфлікти з матір'ю у підлітковий період, пізніше вони підтримували близькі відносини. Стейлі проводив багато часу зі зведеним братом Кеном Елмером і ніколи не забував про молодших сестер. Батьки також підтримували Лейна і намагалися допомогти йому позбавитися прихильності до наркотиків. Останніми роками життя Стейлі підтримував стосунки з сім'єю і приїжджав у будинок вітчима, привозячи подарунки рідним та близьким.
Інтроспективний характер Лейна Стейлі був протилежністю колеги по групі, гітариста Джеррі Кантрелла. Замкнутий і мовчазний Стейлі уникав людей і ухилявся від інтерв'ю, чим різко контрастував з товариським Кантреллом, чий ентузіазм призвів до створення Alice in Chains. Між музикантами завжди був тісний зв'язок на сцені і за її межами. У періоди захоплення наркотиками Кантрелл завжди захищав та виправдовував свого друга перед журналістами. Одним з яскравих моментів концерту MTV Unplugged став вступ до «Sludge Factory», під час якого Стейлі забув слова, а Кантрелл підтримав і заспокоїв друга. Коли Лейн перестав з'являтися на людях, Кантрелл неодноразово пропонував йому допомогу, але незмінно отримував відмову. Проте Кантрелл залишався величезним авторитетом для Лейна. Коли під час запису пісень для бокс-сету Music Bank у 1998 році Стейлі «згадав», що йому потрібно повертатися в Сіетл, Кантрелл просто глянув на нього і сказав «Леєєєйн!» таким роздратованим тоном, ніби розмовляв із примхливою дитиною: «Це стало однією з найдивніших речей, що я бачив. Джеррі відмовлявся вірити у вигадки Лейна, а той — така сильна особистість — моментально поник і перетворився на ніщо», — розповідав Дейв Джерден.

### Особисте життя

#### Юнацькі роки
Лейн Стейлі довгий час не мав успіху у дівчат. У дитинстві він був одним із найнижчих у класі. Кен Елмер згадував, що брат комплексував через це і прагнув вирости настільки ж сильно, як і досягти успіху в музиці. Стейлі розповідав, що почав думати про секс, коли у дванадцять років прочитав статтю про зірку 1980-х років у музичному журналі: «Я вирішив, що теж хочу стати рок-зіркою. Хочу нюхати доріжки з дзеркала і щоб у моїх обіймах були красуні. Я не знав, що означає „нюхати доріжки“, і не знав, що таке „секс“, але це мене приваблювало, тому що про це писали в журналах».
У підлітковому віці Стейлі пережив стрибок зростання, різко витягнувшись до шести футів (183 см), і дівчата нарешті почали його помічати. Коли Лейн став фронтменом Sleze, у нього з'явилася маса шанувальниць. «Раптом на концерти стали приходити сотні дівчат, і ми могли отримати все, що завгодно і будь-кого», — згадував Джонні Баколас. Багато в чому це було пов'язано з виконуваною Sleze та Alice N' Chains музикою. Вони грали глем-рок, виступаючи в яскравих костюмах і макіяжі та приваблюючи аудиторію, більшу частину якої складали дівчата.
Першою серйозною подругою Лейна стала Кріссі Чакос, з якою він познайомився 1986 року і став зустрічатися. Чакос згадувала: «Лейн був приголомшливим. Він був справжнім веселунчиком». Закохані разом ходили на концерти, і Чакос навіть подарувала Стейлі справжній концертний костюм Прінса. Стосунки Стейлі та Чакос тривали недовго, але вони залишалися добрими знайомими до кінця життя. Про смерть колишнього коханого Чакос дізналася, коли перебувала в лікарні після народження другої дитини: «Я дивилася новини, де сказали: „Тіло Лейна Стейлі, Alice in Chains, бла-бла-бла“. Моя свідомість відразу відключилася, прямо на місці. Я не могла в це повірити».

#### Демрі Перрот
Особливе місце у житті Лейна Стейлі займала Демрі Перрот. Вони зустрілися на вечірці та були повною протилежністю один одному: скромний дев'ятнадцятирічний Лейн і яскрава сімнадцятирічна Демрі. Дівчина мріяла про кар'єру акторки та вступила в акторську школу в Джексонвіллі, але через кілька місяців кинула навчання. Вона дізналася про Лейн від спільної подруги та попросила їх познайомити. Дівчина високо цінувала талант Лейна та вважала, що він неодмінно стане великою зіркою, а той був зачарований новою подругою. За словами знайомих, у музиканта не було серйозних стосунків до Демрі, а коли вона з'явилася, то заповнила все його життя. Демрі познайомила нового друга з батьками, а той привів її до Music Bank. Через невеликий зріст Перрот знайомі Стейлі часто жартували, що той «знайшов дівчину своєї мрії з тілом дванадцятирічного хлопчика».
Десь між 1990 і 1991 роками Демрі та Лейн заручилися. Стейлі подарував коханій ірландське Кладдахське кільце, і вони відсвяткували заручини. Для весілля було обрано заклад Kiana Lodge на острові Бейнбрідж, неподалік центру Сіетла, а сукня нареченої була куплена в магазині вінтажного одягу на Пайонір-Сквер. За словами Джонні Баколаса, дружком мав стати бас-гітарист Alice in Chains Майк Старр, але батьки молодих спростовували це. Мати Демрі Кетлін Остін згадувала: «До цього так і не дійшло. Конкретна дата була призначена. Вони вибрали кольори [одягу], але нікому про це не сказали. Але я знаю, що на той час вони були дуже щасливі».
Точний час скасування заручин Демрі та Лейна невідомо, але, найімовірніше, це сталося не пізніше 1994 року. За словами Стейлі стверджував, на це вплинув його рок-н-рольний спосіб життя, несумісний із сімейним укладом. Коли Alice in Chains стали популярними, у Лейна з'явилися фанатки, які переслідували його, слали спідню білизну, і це дратувало подругу вокаліста. Іншим фактором, що призвів до розриву відносин, був героїн. Демрі звинувачували в тому, що Лейн став наркоманом і намагалися допомогти, убезпечивши від згубного впливу подруги. Лейн не поділяв цю думку, заборонивши друзям втручатися у своє особисте життя, але Демрі сама спровокувала розрив. Гітарний технік Ренді Біро згадував: «Вона перестала приходити до нього. Вона намагалася втекти від нього, бо відчувала, що руйнує його життя. А він був у неї закоханий. Всі, хто знав Лейна, постійно звинувачували її у всьому лайні. Постійно. І вони намагалися розлучити їх. Тому мені здалося, що вона вирішила піти, щоб дати йому шанс вижити». У листопаді 1995 року Стейлі зізнався, що був пустельником і обходився без постійної подруги: «Жити одному, коли тобі двадцять вісім, це нормально. Але мій найбільший страх — залишитись на самоті, коли мені буде сорок п'ять. Сподіваюся, на той час у мене буде людина, яку я любитиму, і в нас будуть діти. Я дуже хотів би завести сім'ю».
Після розриву з Лейном Демрі вже не було доступу до його банківського рахунку, тому вона вела спосіб життя звичайної наркоманки. Ходили чутки, що їй доводилося опускатись до проституції. Наприкінці 1993 року здоров'я Демрі стало стрімко псуватися. Дівчина перенесла дві операції на легенях та дві на серці та постійно перебувала на антибіотиках. Попри це, Демрі не намагалася зав'язати з наркотиками, ніби змирившись з тим, що скоро помре. Лейн продовжував підтримувати подругу, кілька разів таємно приїжджав до неї в лікарню, використовуючи пропуск Кетлін Остін, що працювала там, і залишався з нею на ніч. Всупереч складнощам у відносинах, Лейн і Демрі дбали один про одного аж до останніх днів і продовжували любити один одного. Коли Демрі померла, Лейн був вражений і звинувачував себе у її смерті: «У мене були гроші та можливості. Я повинен був забрати нас звідси», — говорив він матері Демрі після смерті дочки.

#### Інші захоплення
Попри щире кохання Лейна Стейлі до Демрі Перрот, він ніколи не залишався їй повністю вірним. За словами вокаліста гурту Cat Butt Девіда Дуета, «у Лейна та Демрі були вільні стосунки. У його становищі це була єдина можливість хоч якось зберегти довготривалу прихильність. Лейн був дуже чесним з Демрі, але мені він розповідав про багато, багато шалених гастрольних пригод». Перебуваючи далеко один від одного, закохані не завжди залишалися один одному вірні. У Лейна, як і у будь-якого рок-музиканта, вистачало шанувальниць у кожному місті, але й у Демрі були власні захоплення.
Під час фестивалю Lollapalooza влітку 1993 року Стейлі подружився з жіночим тріо Babes in Toyland і вокалісткою Кет Б'єлланд. За словами Ренді Біро, «Кет належала до того типу дівчат, що йому подобалися, але ще вульгарнішою. Така собі обдовбана версія Демрі». Стейлі та Б'єлланд здружилися через наркотики. Бас-гітаристка Морін Херман стверджувала, що хоча ніколи не бачила, щоб пара займалася сексом, «було неймовірно складно повірити, що між ними немає жодних стосунків». Проте барабанниця Лорі Барберо вважала, що вони були просто друзями. Незабаром Стейлі охолов до Б'єлланд і перестав заглядати в табір Babes in Toyland. Вокалістка тяжко переживала розрив, намагалася заглушити біль за допомогою героїну та ледь не померла через передозування. Вона звинувачувала Стейлі в тому, що сталося, і навіть кидалася на автобус Alice in Chains, щоб привернути до себе увагу, але Лейн не вважав себе причетним до її особистих проблем. Своєю чергою, Демрі завела роман із вокалістом місцевої групи Derelicts Дуейном Ленсом Боденхаймером. Дівчина описала свої почуття до Боденхаймера у листі, назвавши його «чорним лицарем», а Стейлі — «білим лицарем». Коли чутки про невірність Демрі долинули до Стейлі, він викликав Боденхаймера на відверту розмову, але той усе заперечував. Під час фільмування «Одинаків» Стейлі та Боденхаймер вчергове перетнулися, і вокаліст Alice in Chains сердито промовив: «Краще б ти здох замість Енді Вуда», знаючи, що Боденхаймер був героїновим наркоманом.
Влітку 1994 року Стейлі познайомився з Мішель Ахерн-Крейн, племінницею своєї знайомої часів Sleze. Мішель почала час від часу заглядати додому до Стейлі. Вона знала про проблеми Лейна з наркотиками та не розглядала його як партнера, але тішилась увагою відомого музиканта. Вони разом балакали чи дивилися телевізор. Стейлі вважав, що за допомогою нової знайомої зможе повернутись до нормального життя. На знак вдячності Ахерн-Крейн запросила його на день народження. Мішель була впевнена, що Стейлі не прийде, але він з'явився на вечірці й вручив написаного від руки листа, подякувавши за запрошення: «Ніколи раніше я не почувався краще, не відчував такої підтримки та любові, як після твого листа. І щоразу, коли я перечитую його, я наново переживаю цей чудовий момент». Здивована Ахерн-Крейн спробувала пояснити Стейлі, що вважає його лише другом, але принижений Стейлі залишив захід. Коли Мішель приїхала до Стейлі забрати свої речі та спробувала пояснити, що його життя під загрозою через наркотики, Лейн замкнувся в собі та остаточно розірвав стосунки.

### Наркотична залежність

#### Перший досвід
Лейн Стейлі вперше спробував наркотики та алкоголь у юнацькому віці. Коли йому було тринадцять років, він серйозно захопився наркотиками та почав експериментувати з багатьма препаратами. Він курив марихуану, а також пробував Дексатрим — ліки для схуднення, які прискорювали метаболізм і діяли подібно до амфетамінів. Потім кілька років Стейлі утримувався від наркотиків, але у старшій школі (англ. high school) знову став їх вживати, через що батьки вигнали його з дому.
У клубі Music Bank, де жив Стейлі, наркотики були звичайною справою. Найпопулярніші були марихуана, кокаїн та ЛСД. Тім Бреном згадував: «Я тоді не знав нікого, хто б вживав героїн, але майже всі сиділи на кокаїні. Це було само собою зрозумілим. Ішли вісімдесяті, і так робили усі. Це не вважалося за сором, тому що люди не втрачали контроль над собою. Вдихнути пару доріжок було все одно, що випити пару банок пива». У таких обставинах виявилися незвичайні «здібності» Стейлі. За словами Ніка Поллока, Лейн «міг проковтнути купу всякого лайна, і це не діяло на нього». Згодом колеги по групі Sleze були серйозно стурбовані станом вокаліста та провели самодіяльну групову зустріч зі своїм другом. Лейн Стейлі вийшов після зустрічі в сльозах і присягнувся, що зав'яже з наркотиками, але так і не зробив цього, через що гурт незабаром розпався.

#### Знайомство з героїном
У Alice in Chains музиканти також вживали наркотики. Після того, як почалися активні гастролі, сильнодійні речовини допомагали розслабитися після напружених концертів та переїздів. Проте спочатку ніхто з членів Alice in Chains не захоплювався важкими наркотиками. Перед очима музикантів стояв приклад Ендрю Вуда, який нещодавно помер від передозування героїну.
Лейн Стейлі вперше спробував героїн у 1991 році після турне з Van Halen. Якось у нього з подругою закінчився кокаїн, і Демрі замість нього зуміла дістати сильніший наркотик. Ймовірно, вона пробувала героїн кілька разів раніше, але ніхто не знав точно — наскільки часто. Цікаво, що у шкільні роки Демрі стала переможцем конкурсу штату, представивши проєкт, присвячений негативному впливу алкоголю та наркотиків, а мати Кетлін Остін працювала консультантом по боротьбі з наркозалежністю. «Якби мені хтось сказав, що моя дочка стане наркоманкою, я б нізащо не повірила», — із гіркотою згадувала Остін.
Коли стало відомо, що Демрі та Лейн регулярно вживають наркотики разом, ставлення до Демрі у групі погіршилося. Музиканти та менеджмент звинувачували подругу в тому, що саме вона підсадила Лейна на героїн. Знайомі Демрі, навпаки, дорікали за це Лейнові. Мати Демрі зазначала, що було б несправедливо звалювати всю провину на плечі однієї людини: «Ті, хто любив Демрі, звинувачували Лейна в її залежності. Ось що відбувається, коли любиш когось, хто проводить час з іншими та робить щось погане. Ви не звинувачуєте цю людину, а кажете: „Це всі їхні друзі“ або „Зв'язався з поганою компанією“».

#### Боротьба із залежністю
Першою, хто усвідомив серйозність проблем Стейлі та втрутився у ситуацію, стала менеджер Alice in Chains Сюзан Сільвер. На початку 1991 року вона наполягла на зустрічі з Лейном за участю родичів та членів групи. До цього батьки Стейлі не усвідомлювали, наскільки важкою була залежність сина. Вони думали, що Лейн співав про наркотики, тому що бачив це від інших, а не вживав їх сам. Лейн з повагою поставився до небайдужих йому людей і погодився вирушити на лікування. Він потрапив до клініки Valley General Hospital у Монро, де кількома роками раніше лежав Ендрю Вуд. Стейлі зареєструвався під своїм ім'ям, але прагнув залишитись непоміченим. Проте один із відвідувачів дізнався вокаліста та приніс до лікарні запис концерту Live Facelift. Коли Стейлі почув музику Alice in Chains, то зрозумів, що витівка з перебуванням інкогніто провалилася. «Лейн був спустошений. Він заплакав. З цього моменту з простого хлопця, який вимагає лікування, він перетворився на Alice in Chains», — згадувала Кетлін Остін.
Після виходу альбому Dirt тема наркотиків у творчості Alice in Chains вийшла на перший план, і Лейну довелося пояснювати перед журналістами: «Я багато коловся, але це моя особиста справа. Зараз я не вживаю і вже досить довго. Це зайняло багато часу і було схоже на подорож пеклом. Я вирішив припинити, бо виглядав жалюгідно. Наркотики більше не діяли. Спочатку я був під кайфом і відчував себе чудово, але потім це перетворилося на підтримання життя, як їжа, яку потрібно приймати, щоб не померти». Стейлі зізнавався, що наркотики не були каталізатором для творчості: «Я не міг нічого придумати, коли перебував у такому стані. Потрібно було зав'язати з наркотиками, щоб почати щось створювати». Він розповідав, що у героїні його спочатку приваблювало почуття небезпеки, ніби він «фліртував зі смертю». Попри спроби переконати себе відмовитись від героїну, повністю подолати шкідливу звичку він не зміг і після відновлення концертів знову «підсів на голку». Лейн усвідомлював наявність проблем із наркотиками, але прагнув захистити від цього своїх родичів і неохоче говорив із ними на цю тему.
Лейн Стейлі лікувався у клініках близько дванадцяти разів. Принаймні одного разу він робив це разом з Демрі, вирушивши до реабілітаційного центру Exodus Recovery Center у Лос-Анджелесі (того самого, звідки втік Курт Кобейн незадовго до своєї смерті). Сім'я намагалася допомогти Лейну, але через постійні роз'їзди його неможливо було контролювати. Друзі Лейна також прагнули допомогти йому. 1994 року Джонні Баколас, Алекс Харт та Ян Далрімпер вирушили разом з Лейном у похід до невеликого табору на березі озера Шелан, щоб разом пройти детоксикацію на природі. Музикант дуже погано переносив відмову від наркотиків, намагаючись впоратися з цим за допомогою алкоголю, і, зрештою, розплакався і попросив Баколаса переїхати до нього додому. Стейлі опинився в депресії і серйозно замислювався, щоб покінчити життя самогубством, кинувшись з високого мосту. Коли Джонні оселився у Лейна, стало зрозуміло, що той не просто не збирається зав'язувати з героїном, але й опиратиметься втручанню у своє особисте життя: «Я не готовий зав'язувати. Навіть не намагайтеся мене змусити». Лише одного разу Баколасу та Майку Маккріді вдалося звести Стейлі з консультантом з клініки Хазельден і вмовити вирушити на лікування до Міннеаполісу. Спроба була невдалою, бо через дві доби Лейн втік із лікарні та повернувся до Сіетлу.
Знайомі Стейлі вважали, що музикант остаточно припинив спроби боротьби із залежністю після смерті Демрі Перрот. Кетлін Остін стверджувала, що «Лейн так ніколи та не відновився після її втрати». Джефф Гілберт вважав Лейна і Демрі спорідненими душами, тому після смерті дівчини був упевнений, що це не закінчиться для Лейна нічим добрим. Подруга Лейна Мішель Ахерн-Крейн вважала, що «Лейн використав смерть Демрі як виправдання для того, щоб здатися і „викинути рушник“», тому що «наркоман завжди шукає виправдання для того, щоб продовжувати вживати наркотики, а ця [подія] була дуже хорошим приводом».

#### Вплив на здоров'я
Спочатку після того, як інформація про наркозалежність Стейлі просочилася в пресу, самопочуттю музиканта не надавали великого значення. Лише в середині 1993 року, коли гурт вперше відмовився від турне з групою Metallica через проблеми зі здоров'ям одного з учасників, стали з'являтися чутки про смерть фронтмена Alice in Chains. На той час прихильність Стейлі до наркотиків почала впливати на його зовнішність. Енн Вілсон з Heart, яка в 1993 році запросила Лейна заспівати пісню Боба Ділана «Ring Them Bells» для альбому Desire Walks On, звернула увагу, наскільки сильно він змінився: «Очевидно, що боротьба з наркотиками забрала частину Лейна. Він став меншим і навіть згорбився. Коли я обійняла його, то злякалася, що його кістки не витримають».
Після чергового скасування концертів у 1994 році чутки про поганий стан Стейлі тільки посилилися. Менеджменту групи довелося спростовувати інформацію про те, що у Лейна утворилася гангрена і він втратив руки або кілька пальців. За словами Джима Елмера, між 1995 та 1996 роками у Стейлі поступово почали випадати зуби. Під час виступу MTV Unplugged у 1996 році була помітна лише хвороблива худорлявість виконавця, але двома роками пізніше — під час запису пісні «Another Brick in the Wall» — шепелявість Лейна було неможливо приховати.
Після смерті Демрі Лейн перестав дбати про своє здоров'я, і його стан став катастрофічним. Він завжди був худорлявий і важив від 150 до 170 фунтів (68 — 77 кг), але коли з'являвся на вулиці на початку 2000-х, було видно, що вага впала до 100 фунтів (45 кг). Його руки були покриті гнійними наривами від постійних уколів, він втратив більшість зубів. Його серце зупинялося п'ять разів, але кожного разу поруч з ним опинялися навколишні, які рятували йому життя. В останні місяці життя його шкіра була «білою як пергамент», а сам він, як свідчать очевидці, виглядав як вісімдесятирічний старий. Як і багато наркоманів, які приймають героїн внутрішньовенно, він захворів на гепатит C. Адріана Рубіо у своїй книзі цитувала Лейна Стейлі, який за кілька місяців до смерті зізнавався, що його печінка не функціонує, він страждає від блювоти та діареї, відчуваючи нестерпний біль, проте справжність цього інтерв'ю викликає сумніви. На момент смерті, що настала внаслідок «гострої інтоксикації, викликаної дією опіату (героїну) і кокаїну», тіло Стейлі важило всього вісімдесят шість фунтів (менш як сорок кілограмів).

## Творчість

### Вокальний талант
У Лейна Стейлі не було музичної освіти. Він почав співати у п'ятнадцятирічному віці, всупереч скептичному ставленню брата, який вважав, що Лейн не мав голосу. Стейлі вперто практикувався понад рік і на прослуховуванні до рок-групи Sleze вразив усіх своєю підготовкою. Попри відсутність досвіду, Стейлі впевнено співав у потрібній тональності та брав високі ноти. Наприкінці 1980-х, коли Стейлі міг дозволити оплатити уроки вокалу, він брав уроки у відомого сіетлського викладача Девіда Кайла на прізвисько «Маестро», учнями якого були Джефф Тейт (Queensrÿche), Кріс Корнелл (Soundgarden), Енн Уілсон (Heart) та Ронні Монро (Metal Church). Після кількох занять вокаліст кинув навчання, вважавши його марнуванням часу.
Потужний голос Стейлі контрастував з його худорлявою статурою. Джеррі Кантрелл згадував, що на концертах складалося враження, ніби співає «350-фунтовий байкер, а не худий і непоказний Лейн». Стейлі вміло перемикався між спокійним низьким вібрато та потужним криком, зберігаючи повний контроль над голосом і точно потрапляючи в ноти. У журналі Revolver до найбільш разючих виступів Стейлі віднесли пісню «Love Hate Love», назву якої він повторював знову і знову, поступово посилюючи силу голосу. З іншого боку, однією з найвідоміших композицій у його виконанні є спокійна «Nutshell», де на зміну потужному вокалу приходить проникливе виконання, що зображає біль вокаліста, його самотність і думки про смерть.
Лейн Стейлі володів широким вокальним діапазоном, виконуючи ноти в діапазоні між другою та п'ятою октавами; він був тенором відповідно до стандартної класифікації співочих голосів. Музиканти Sleze порівнювали його діапазон із можливостями Вінса Ніла, вокаліста Mötley Crüe. На першому ж прослуховуванні Стейлі чудово виконав кавер-версію пісні «Looks That Kill», що вимагала виконання ре п'ятої октави. У складі Sleze та Alice N' Chains Стейлі часто співав у високому регістрі, характерному для хеві-металу. В Alice in Chains Стейлі став частіше використовувати низький регістр голосу, але без видимих зусиль переходив і на високі ноти, зрідка вдаючись до фальцету.
Голос Стейлі мав яскраву індивідуальність. «Мені не здалося, що він наслідує Моррісона, або Роберта Планта, або Оззі. Він мав власний стиль, і це приваблювало в ньому найбільше», — згадував Джонні Баколас. Коли на голос Стейлі звернув увагу продюсер Дейв Джерден, то був вражений не висотою вокалу, а його глибиною і блюзовим відтінком. На його думку, наприкінці 1980-х років голос Лейна не мав аналогів серед популярних груп, чим ставив у глухий кут потенційних продюсерів, які шукали других Діо або Guns N' Roses. Джерден допоміг Стейлі розкрити свою унікальність, перетворивши з рядового глем-рокового вокаліста на одного з найвпливовіших рок-співаків 1990-х. Фронтмен Godsmack Саллі Ерна зізнавався, що почав співати під враженням від вокалу Стейлі: «Джеррі Кантрелл та Лейн Стейлі були для мене найкрутішою командою з часів Джо Перрі та Стівена Тайлера. Те, як вони розпоряджалися мелодіями та гармоніями, і його вокальний стиль загалом настільки сильно відрізнялися від того, що в той час виконували інші, що це не могло не вплинути».
Фірмовий стиль виконання Стейлі сформувався на другому альбомі Alice in Chains Dirt (1992). Вокаліст не обмежувався однією доріжкою, а дублював основні партії, після чого додавав альтернативні мелодійні лінії, підняті або опущені на певний інтервал. Багатоголосі вокальні гармонії та поєднання голосів Стейлі та Кантрелла стали відмінною рисою Alice in Chains. Лейн сміливо імпровізував у студії, додаючи нові партії на ходу. Так, у пісні «Angry Chair» вокалу відведено п'ятнадцять доріжок: три для основної партії Стейлі та ще по три для кількох допоміжних гармоній. Іноді Стейлі йшов несподівані експерименти. У пісні «Them Bones» його імпровізований зойк на початку композиції дублював партію гітари, а в композиції «God Smack» тремтів, подібно ефекту тремоло або колонці Леслі.
Лейн Стейлі перебував на піку вокальної форми кілька років, поки зловживання наркотиками не далося взнаки. У мініальбомі Jar of Flies (1994) ще збереглися відомі елементи його стилю — багатошарові вокальні партії та гармонії з Джеррі Кантреллом, проте замість агресії в голосі з'явилися смуток та жаль. В альбомі Above (1995) проєкту Mad Season Стейлі звучав відверто змученим. На телешоу MTV Unplugged (1996) виснажений хворобою вокаліст виглядав блідою тінню себе колишнього. Нечисленні записи Стейлі останніх років життя зберігають відомий тембр, але голос позбавлений своєї колишньої сили, а через зуби відчувається сильна шепелявість.

### Вірші та музика
Творчість Лейна Стейлі мала інтроспективний характер. Більшість написаних ним пісень пов'язані з особистими переживаннями. Свою першу пісню «Queen of the Rodeo» він написав ще до знайомства з Джеррі Кантреллом: куплет і приспів йому «подарував» на день народження знайомий Джет Сільвер, а Лейн дописав решту тексту. В Alice in Chains Стейлі став одним із двох основних авторів, разом із гітаристом Джеррі Кантреллом. Кантрелл відповідав більшу частину музики, а тексти писали вони обидва. З першого ж альбому Facelift сформувалася творча манера дуету, з характерними мінорними гітарними рифами та похмурими текстами, присвяченими смерті, розпачу та згубним звичкам. Стейлі належить текст першого великого хіта Alice in Chains — «Man in the Box». У перших рядках пісні розкривалися теми, які стали визначальними у творчості музиканта: «Я — людина у коробці, похований у власному лайні». Пісня була написана під враженням від того, як у загонах вирощують телят на забій, але також порушувала теми державної цензури. Музикант виправдовував важкі тексти тим, що творчість було йому своєрідною терапією, що дозволяла не зберігати почуття у собі, а давати вихід назовні. «Ми намагаємось не увігнати людей у депресію, а навпаки — витягнути їх звідти. Пишемо не про щось спільне, а про себе, щоб інші впізнали в цьому себе, чогось навчилися», — зізнавався Стейлі. Він також зазначав, що, окрім текстів пісень, пише і звичайні вірші, і сподівався колись їх випустити.
Найвищим творчим досягненням Стейлі вважається другий альбом Alice in Chains Dirt (1992), де на перший план вийшла тема героїну. Стейлі, який пройшов через всі етапи боротьби з наркотиками, описував у піснях власні страждання. Він відкрито співав про героїнову залежність, не соромлячись фраз виду «Якому наркотику я віддаю перевагу? А що в тебе є?». Список пісень був побудований так, щоб показати зміну ставлення до наркотиків: від щирого захоплення до ненависті до себе та свого способу життя. На жаль для музиканта, не всі правильно зрозуміли цю концепцію, вважаючи Dirt альбомом, який прославляє героїн. «Я писав про наркотики і не думав, що це небезпечно чи необережно. Я не хотів, щоб фанати думали, що героїн це круто. Але потім до мене підходили шанувальники, показували великий палець, і я бачив, що вони під кайфом. Це саме те, чого я боявся», — журився Стейлі. Хоча Джеррі Кантрелл теж стосувався особистих тем, таких як страх смерті або біографія батька, що пройшов В'єтнам, але Стейлі робив це більш щиро, не соромлячись співати про свої переживання. Він був відвертим не тільки у текстах пісень, а й в інтерв'ю. Музикант розповідав про власний стиль життя та обставини, що змусили його звернутися до наркотиків, охрестивши Dirt «історією трьох років свого життя».
Подальша творчість Стейлі неминуче розглядалася крізь призму його наркотичної залежності. На відміну від концептуального Dirt, тексти мініальбому Jar of Flies не були об'єднані спільною ідеєю. Стейлі співав про те, що хвилювало його в конкретний момент часу, іноді вигадуючи тексти прямо в контрольній кімнаті, навпроти мікрофона. Якщо попередня платівка розкривала нюанси ставлення головного героя до наркотиків, то ця описувала наслідки наркозалежності: самотність та зруйновані соціальні зв'язки. Після сварки з членами Alice in Chains він знайшов себе у проєкті Mad Season, який об'єднав гранжових музикантів, які боролися зі згубними звичками. Альбом Above став єдиною платівкою, де всі слова належали Стейлі. Ключовою стала пісня «River of Deceipt», натхненна прочитанням «Пророка» Халіля Джебрана, на якій Лейн визнавав, що сам вибрав свій біль і готовий припинити боротьбу, змирившись зі своєю долею.
Третій студійний альбом Alice in Chains Стейлі записував у поганому фізичному стані. Якщо в Dirt він співав про біль наркомана, то в однойменному Alice in Chains — про наслідки вживання наркотиків та спроби відновити зіпсовані стосунки з близькими людьми. Як і в попередньому мініальбомі, Стейлі просто писав про те, що спадало йому на думку: «Були добрі часи, були погані часи. Альбом — просто кілька місяців того, як бути людиною». Завершальні дві пісні Стейлі були написані в 1998 для бокс-сету Music Bank. «Get Born Again» (англ. Народитися заново) відкривала збірку і мала ознаменувати переродження групи, а «Died» (англ. Померла) завершувала альбом і була присвячена померлій Демрі Перрот.
Крім авторства слів, Лейн Стейлі трохи грав на гітарі та писав музику. Вперше він узяв у руки інструмент і написав пісні «Angry Chair» та «Hate to Feel» для альбому Dirt, надихнувшись творчістю Black Sabbath та Led Zeppelin. На фестивалі Lollapalooza гітарист Rage Against the Machine Том Морелло навчив фронтмена Alice in Chains ще кільком акордам. На сцені Стейлі можна було побачити з електрогітарою під час виконання «Angry Chair» та «Hate to Feel» Alice in Chains, а також «I Don't Know Anything» Mad Season. Для третього студійного альбому Alice in Chains Стейлі придумав гітарний риф до пісні «Head Creeps», але ніколи не виконував її на концертах.

### Сценічний образ
На початку музичної кар'єри Стейлі наслідував музикантів популярних глем-груп, таких як Poison. Він мріяв про популярність і копіював зовнішні атрибути успішності рок-музикантів. Бувши фронтментом Sleze, Лейн носив на сцені предмети гардеробу, які позичав у знайомої Лізи Ахерн Раммелл: яскраві легінси, пояси, мереживні рукавички та шарфи. Ахерн Раммелл робила Стейлі пишну зачіску, а також навчила його наносити макіяж. Від іншої подруги Кріссі Чакос Стейлі дістався пурпурний костюм, що раніше належав Прінсу. У репертуарі Alice N' Chains навіть була пісня «Glamorous Girls», під час оголошення якої Лейн розповідав про невеликий фетиш — одягати жіночий одяг. Спочатку Стейлі поводився скромно і невпевнено, губився на сцені, часто відвертаючись від глядачів або дивлячись у підлогу. Згодом він позбувся боязкості та став почуватися розкутіше. За словами Джона Відерхорна (Rolling Stone), під час виконання кавер-версії пісні Armored Saint на шкільному концерті в 1985 році «навіть із зачіскою, як у пуделя, у хутряних чоботях і піджаку з каталогу International Male він [Лейн] виглядав як велика рок-зірка».
Після переходу в групу Джеррі Кантрелла Стейлі відмовився від яскравих костюмів і став виглядати брутальніше. На першому концерті Alice in Chains він був одягнений у косуху, а на голові був вистрижений ірокез, але пізніше він відступив від панковського стилю. У Лейна з'явилося два татуювання: на лівому плечі — усміхнений череп в окулярах (схоже татуювання на плечі Джеррі Кантрелла було зроблено одночасно з цим в середині 1988 року), а також Ісус із зашитими очима, що відсилав до персонажа кліпу «Man in the Box» — на спині. Стейлі стежив за собою, доглядав нігті, носив стильні прикраси та сережки, як і личило майбутній рок-зірці.
Під час перших стадіонних концертів Лейн відчував страх сцени. Виступаючи на розігріві у Great White і Tesla, перші кілька хвилин він несвідомо ховався за басовим підсилювачем і лише до середини виступу зрозумів, де він знаходиться. Журналістка Ліз Еванс, яка відвідала концерт Alice in Chains у сіетлській Central Tavern 1 червня 1990 року, зазначила, що «фронтмен і вокаліст Лейн Стейлі міг би зробити свою присутність більш енергійною». Браян Брандс Брінкерхофф із Kerrang!, що потрапив на концерт Alice in Chains на розігріві у Van Halen, також звернув увагу, що «Лейн Стейлі, схоже, мріяв опинитися десь в іншому місці. Поки Старр і Кантрелл трясли шевелюрою, Стейлі сидів навпочіпки, обхопивши голову руками в проміжках між співом». Інший оглядач Kerrang! Крісс Уоттс після концерту Alice in Chains у лондонському Marquee Club у березні 1991 року був протилежної думки, назвавши Стейлі «не інакше як мікро-Богом».
Після виходу Dirt в 1992 році за Стейлі закріпився образ загадкового молодого чоловіка з волоссям непередбачуваного кольору і голосом, «подібним до нескінченного дощу». Його імідж змінювався відповідно до настрою фронтмена. Стейлі не замислювався над тим, як виглядатиме на сцені, а просто одягав те, що спадало на думку. Побачивши одного разу в магазині фарбу для волосся Manic Panic, він перефарбував волосся у червоний колір. Іншим разом він купив строгий костюм, в якому потім з'явився на сцені Lollapalooza. Проте частіше, подібно до інших гранжових виконавців, він віддавав перевагу дешевому одягові, простим джинсам і фланелевим сорочкам.
Під час концертного туру на підтримку Dirt сформувалася характерна манера виконання Стейлі. Він не бігав по сцені, а відчайдушно застигав біля мікрофона, похитуючи головою в такт музиці, іноді приймаючи позу «гаргуйля», наступаючи на колонку і нахиляючись до слухачів. «Лейн Стейлі став справжнім рок-н-рольним божеством, хоча просто стояв на сцені, виглядав худим і повністю обдовбаним, але співав просто чудово. Це все, що від нього вимагалося, нічого більше, і це було страшенно захопливо», — писав Morat з Kerrang! у лютому 1993 року. Відокремлений сценічний образ Стейлі ідеально вписувався в музику Alice in Chains, присвячену болю та відчуженню. У жовтні 1993 року Morat доповнив своє враження про вокаліста: «Лейн Стейлі… стає значно кращим фронтменом, коли не рухається… Просто здається неправильним, коли він приймає позу, яка відрізняється від „наркомана біля мікрофонної стійки“». Коли восени 1992 року Стейлі зламав ногу, то виступав на інвалідному візку або милицях, пірнаючи в натовп попри накладений гіпс. Пітер Коул (Kerrang!) був вражений виступом фронтмена в Окленді, де Стейлі зберігав почуття гумору: «Привіт, ми Alice in Chains і це моя зламана нога. Слава Богу, що не зламаний член».
Починаючи з 1994 року, через проблеми зі здоров'ям Стейлі лише кілька разів з'являвся на сцені. У складі проєкт Mad Season він дав лише близько десяти концертів. Оглядач Kerrang! Ківан Робертс відвідав один з них напередодні Різдва 1995 року і відзначив вразливість Стейлі, який «упивався своєю свободою» далеко від основної групи. Вокаліст виглядав щасливим, усміхаючись та обмінюючись жартами з глядачами. Коли Alice in Chains зібралися для акустичного виступу MTV Unplugged, першого за два з половиною роки, Стейлі мало скидався на себе колишнього. Він ховав очі за протисонцевими окулярами, приховував шрами від уколів під рукавами, ніяково стискав руки та ніби боявся вийти з тіні, перебуваючи в центрі сцени. «Я хотів би просто обійняти вас усіх, але не робитиму це», — зворушливо звернувся Стейлі до глядачів після закінчення концерту. «Цей виступ став моторошним поглядом на трагедію одного з найхаризматичніших фронтменів рок-музики, що перетворився з зірки глем-року у втілення гранжу в самому негативному сенсі слова: пошарпаного наркомана з нечесаним рожевим волоссям, що незграбно човгає з-за сцени й займає своє місце», — підсумувала Еліс Паттільо з журналу Metal Hammer.

### Образотворче мистецтво
Окрім музики, Лейн Стейлі захоплювався малюванням. На початку 1990-х років він несподівано виявив у себе художні нахили та став створювати незвичайні ілюстрації, які порівнював із живописом індіанців. Одним із перших малюнків Лейна стало зображення самого себе, що тримає в руках дзеркало та малює власний портрет. Він також вигадував дизайн татуювань, якими хотів покрити все своє тіло. Нік Поллок, якому Лейн показував свої роботи під час фестивалю Lollapalooza, знаходив їх дуже похмурими та інтроспективними. Стейлі також експериментував з кольоровим пластиліном і фарбами, що світяться, створюючи фігурки персонажів, сувеніри та штучні прикраси.
У липні 1994 року в сіетлській галереї Sharp Wit відбулася дебютна виставка Стейлі під назвою «Автопортрет», на якій експонувалися малюнки ручкою та чорнилом. Анонсуючи виставку, Лейн зізнавався, що живопис став для нього «прекрасним засобом висловити емоції та почуття так, щоб їх можна було побачити, а не просто уявити, почувши слова і музику».
Однією з найвідоміших робіт Стейлі став сонячний логотип Alice in Chains. Разом з іншими начерками Лейна він використовувався в оформленні альбому Dirt, що вийшов у 1992 році. Стейлі також вказувався як автор основного логотипа Alice in Chains. Чорно-білий малюнок, що копіює фотографію Лейна і Демрі, став обкладинкою альбому Above супергрупи Mad Season, що побачив світ у 1995 році. У деяких виданнях цієї платівки можна було побачити інші малюнки, підписані Стейлі, включаючи автопортрет і зображення Ісуса Христа.

## Місце в історії
Автор книги «Випадкова революція: історія гранжу» Кайл Андерсон розглядав біографію Лейна Стейлі крізь призму впливу героїну на творчість місцевих музикантів. На його думку, кліше про те, що цей домінантний наркотик сіетлської сцени сприяє креативності, з'явилося через Курта Кобейна, але нічого з творчості лідера гурту Nirvana «і поруч не стояло з найгероїновішим альбомом самого героїнового гурту» Alice in Chains — Dirt. Андерсон визнавав, що Стейлі не був першим музикантом, який співав про свою залежність, згадуючи фронтмена Sublime Бреда Ноуелла, проте Лейну краще за інших вдалося відбити сутність героїнової залежності — «похмурої, відчайдушної, безтілесної та водночас такої, що включає проблиски блаженства». На думку автора, зрівнятися зі Стейлі в умінні перемикатися між приреченістю, щастям і меланхолією міг хіба що Курт Кобейн, і Alice in Chains неймовірно пощастило, що їхній вокаліст зумів записати з групою хоч щось після Dirt, попри стан здоров'я. На закінчення Андерсон припустив, що героїн завжди буде асоціюватися з гранжем, оскільки всі пам'ятатимуть, як він забрав життя Ендрю Вуда і Лейна Стейлі, а також сильно нашкодив Курту Кобейну та Кортні Лав.
Оглядач журналу Revolver Джон Відехорн назвав Стейлі ключовим елементом Alice in Chains, однією з визначальних груп дев'яностих та одного зі стовпів сіетлської гранжової сцени. На думку Відехорна, від інших рок-музикантів, які прагнули приховати свою пристрасть до наркотиків, Стейлі відрізнявся відвертістю та щирістю. Його пісні були сповнені розпачу людини, яка безрезультатно боролася із залежністю, але в особистому спілкуванні вона поставала не безнадійним наркоманом, а розумною та товариською персоною з тонким почуттям гумору. Відехорн звеличував Стейлі, який упокорився з власною долею, але до останнього турбувався, щоб його пісні сприймали не як вихваляння наркотиків, а як застереження про їх неминучу шкоду. «Ймовірно, його смерть у віці тридцяти чотирьох років стала найбільш дієвим попередженням з усіх можливих», — сказав журналіст.
У 2020 році на сайті Loudwire був опублікований список із десяти найвидатніших гранжових виконавців. Лорін Шафнер назвала першу половину дев'яностих «фантастичним періодом для рок-музики», нарікаючи, що більшість зірок того часу вже не залишилися живими, головним чином через проблеми з наркотичною залежністю або психічними захворюваннями. Найкращим співаком гранжової ери оглядачка визнала Лейна Стейлі, який краще за інших міг змусити слухачів відчути емоції, притаманні похмурій сіетлській музиці того часу, завдяки особистому досвіду та проникливому виконанню. Хоч Alice in Chains і зуміли продовжити існування і після смерті Стейлі, Шафнер стверджувала, що гурт завжди асоціюватиметься саме з голосом оригінального фронтмена, що «кричить від болю».
Автор біографії Alice in Chains Девід де Сола називав Лейна Стейлі власником «найбільш пам'ятного голосу в гранжі». У статті на сайті The Atlantic він виділив чотирьох головних вокалістів сіетлської сцени 1990-х років. Курт Кобейн чудово володів музичною динамікою і як ніхто інший умів поєднувати мелодійний спів та крик. Кріс Корнелл мав найбільший діапазон і міг виконувати високі ноти, подібно Роберту Планту або Фредді Меркьюрі. Нарешті, Едді Веддер мав нижчий голос, порівнянний з баритоном Джима Моррісона. Однак ніхто з них, на думку де Соли, не володів настільки унікальним голосом, як Лейн Стейлі, чий вокал був неймовірно сильним, але вразливим, а поєднання голосів з Джеррі Кантреллом стало фірмовим стилем Alice in Chains і предметом для наслідування.
За збігом обставин Лейн Стейлі помер одного дня з вокалістом гурту Nirvana Куртом Кобейном, з різницею у вісім років. Обидва музики були невіднятною частиною гранжової сцени, яскравими та харизматичними фронтменами, відомими своїм захопленням героїном. Кобейна та Стейлі ріднила ненависть до публічності, що прийшла до них після вибуху інтересу до сіетлської музичної сцени. Обидва боролися з нею за допомогою наркотиків, але не зуміли впоратися із залежністю. Кобейн наклав на себе руки на піку популярності своєї групи, що шокувало мільйони шанувальників в усьому світі. «Я бачив усі страждання, через які пройшов Курт», — згадував Стейлі. — «Я не дуже добре його знав, але бачив, що ця дуже справжня й енергійна людина перетворилася на скромну, сором'язливу і замкнуту особистість, що зникла в собі, з якої не витягнеш і двох слів». На відміну від Кобейна, загибель Стейлі стала неминучим результатом багатьох років самотності та саморуйнування через зловживання наркотиків. І хоча легендарний рядок з передсмертної записки Кобейна «Краще згоріти, ніж повільно гаснути» була повною протилежністю висловленню Шона Кінні, який назвав смерть Стейлі «найдовшим самогубством у світі», музикантів об'єднувало бажання розлучитися зі своїм життям, не витримавши іспит славою.

## Пам'ять

### Посвячення
Трагічна доля Лейна Стейлі знайшла свій відбиток у творчості інших рок-музикантів. 1995 року вийшов альбом Mudhoney My Brother the Cow, в якому Лейн Стейлі став прототипом Стена з пісні «Into Your Shtik», рок-зірки, що втекла з реабілітаційного центру. Наприкінці 1990-х років Ненсі Вілсон із Heart написала про Стейлі пісню «The Dragon»: «[Його боротьба із залежністю] тривала дуже, дуже довго, і було очевидно, що він не вийде з неї переможцем. Ось чому я написала цю пісню ще тоді, коли він був із нами». Вілсон ніколи не розповідала про неї Стейлі, бо вважала її надто особистою, але показувала Джеррі Кантреллу. «The Dragon» так і не стала піснею Heart, але у 2017 році Вілсон включила її в альбом First Things First свого гурту Roadcase Royale, а у 2021 році опублікувала перероблену версію на сольній платівці You and Me.
На смерть талановитого вокаліста одним із перших відреагував Едді Веддер із Pearl Jam. Звістка про загибель Стейлі застала сіетлську групу у студії, де йшла робота над альбомом Riot Act. Тієї ж ночі Веддер записав під акомпанемент гітари та укулеле пісню «4/20/02». Музикант застерігав усіх, хто вживає наркотики, і звертався до наслідувачів Стейлі: «Ви дурні, які співають, як він, тепер можете не соромитися, тому що він мертвий». Прихований трек тривалістю 4 хвилини 20 секунд увійшов до збірки Lost Dogs. Гітарист Майк Маккріді пояснював, що гурт не хотів експлуатувати тему смерті Стейлі: «Ми хотіли сховати пісню, щоб вам довелося її знайти та замислитися».
У 2003 році американський постгранжовий гурт Cold записав пісню «The Day Seattle Died», присвячену двом сіетлським музикантам, що померли в один день, — Курту Кобейну і Лейну Стейлі. Інший постгранжовий колектив Staind у 2003 році видав пісню «Layne». Для вокаліста Аарона Льюїса, який надихався манерою виконання Стейлі, дата смерті кумира була примітна ще й тим, що 5 квітня 2002 року народилася його дочка. Ще одну пісню, названу на честь Лейна, у 2004 році включив до альбому Black Label Society Закк Уайлд. Наприкінці композиції можна почути стукіт у двері, який міг символізувати як поліційних, які виявили тіло Лейна, так і самого музиканта, що знаходиться на порозі небес. 2008 року канадський гурт Theory of a Deadman присвятив Стейлі пісню «Shadow», що стала бонус-треком до альбому Scars and Souvenirs.
Доля Стейлі стала одним із факторів, що надихнули групу Metallica записати альбом Death Magnetic і вплинули на його назву. Джеймс Гетфілд зізнавався, що спочатку платівка замислювалася як шана пам'яті Лейну та іншим померлим рок-музикантам. Запитуючи себе про те, чому такі талановиті музиканти вибирають наркотики та рано помирають, Гетфілд написав пісню «Rebel of Babylon». Ще однією композицією, присвяченою «рок-н-рольному мученику, що притягує смерть», стала «Just a Bullet Away». Обидві пісні не потрапили в альбом Death Magnetic через обмежений розмір фізичного носія, але увійшли в мініальбом Beyond Magnetic, що вийшов 2011 року.
Найбільш зворушливою посвятою пам'яті Стейлі став альбом Black Gives Way to Blue, виданий Alice in Chains у 2009 році з новим вокалістом Вільямом Дювалем. Для запису титульної композиції, що стала емоційним прощанням музикантів зі своїм товаришем, був запрошений Елтон Джон, який виконав партію фортепіано. Згодом члени Alice in Chains неодноразово віддавали данину пам'яті свого колишнього фронтмена. 2013 року на барабанній установці Шона Кінні знаходилися ініціали Лейна Стейлі та Майка Старра — колишнього бас-гітариста Alice in Chains, який помер від передозування у 2011 році. Джеррі Кантрелл зізнавався, що, виконуючи на концертах пісню «Nutshell», вони завжди думають про товаришів. 2018 року вийшов черговий студійний альбом Alice in Chains Rainer Fog, центральною темою якого став рідний Сіетл і місцеві музиканти, що померли. Вокаліст Вільям Дюваль присвятив сингл «Never Fade» своїй бабусі, що недавно померла, а також померлим фронтменам Soundgarden і Alice in Chains Крісу Корнеллу і Лейну Стейлі.

### Пам'ятні епізоди
На згадку про Лейна Стейлі окремі музичні видання склали рейтинг пам'ятних епізодів з його життя. 2016 року на сайті Loudwire опублікували «Десять незабутніх моментів Лейна Стейлі». Грем Хартманн виділив несамовите виконання пісні «Down in a Hole» з акустичного концерту 1996 року, а також недооцінені композиції «Love, Hate, Love» та «River of Deceipt». У сюжет також увійшли фрагменти кількох інтерв'ю музиканта, серед яких знімання передачі MTV Headbangers Ball в аквапарку, репортаж про відвідування магазину вуду в Новому Орлеані та історія про найнезручнішу ситуацію, в яку потрапляв Стейлі.
У 2017 році Ден Епстайн з журналу Rolling Stone простежив творчий шлях Стейлі, назвавши десять найкращих виступів за його кар'єру, починаючи з часів аматорського кавер-гурту та закінчуючи часом заходу гранжу. Серед ранніх записів Епстайн виділив пісню «False Alarm» Armored Saint, виконану Стейлі у складі гурту Sleze на шкільному концерті 1985 року. Найбільше пісень — шість — припало на період з 1990 по 1993 рік, коли Alice in Chains перебували на піку популярності. Завершували хронологічний список виступ Стейлі з гуртом Mad Season, акустичний концерт MTV Unplugged та одна з останніх появ співака на телебаченні у шоу Девіда Леттермана. На думку Епстайна, ці фрагменти короткої кар'єри фронтмена Alice in Chains були більш цікавими, ніж обговорення сумних обставин його смерті .
У 2018 році на сайті музичного журналу Revolver відбулося опитування читачів, за підсумками якого було складено список п'яти найкращих вокальних виступів Лейна Стейлі. Оглядач Джон Хілл зазначив, що фронтмена Alice in Chains імітували безліч разів, але так і не зуміли з ним зрівнятися, що робило його одним з найбільш великих сучасних співаків. Читачі журналу включили до кращих номерів Стейлі концертні версії «Down in a Hole», «Junkhead», «Love Hate Love» та "Would? ". Перше місце за підсумками голосування посіла пісня «Nutshell», виконана під час концерту MTV Unplugged. Крім читачів, цю композицію ставив на вершину свого рейтингу бас-гітарист Alice in Chains Майк Айнез: «Лейн був дуже чесним у своїх піснях. І в „Nutshell“ він справді розповів про все двома словами. У мене досі захоплює подих, коли я її граю».

### Книги та фільми
У січні 2003 року вийшла книга аргентинської журналістки Адріани Рубіо «Лейн Стейлі: Сердитий стілець. Погляд у серце та душу неймовірного музиканта». Рубіо зацікавилася долею Стейлі в 2000 році і кілька разів прилітала до Сіетлу, щоб поспілкуватися з матір'ю музиканта та його сестрою Ліз, незважаючи на заборону музиканта. Видання зазнало нещадної критики фахівців, фанатів Alice in Chains та родичів Стейлі. Незважаючи на цінні матеріали, що містилися в книзі, включаючи малюнки, рукописні тексти і дитячі фотографії Стейлі, вона являла собою не повноцінний біографічний матеріал, а точку зору фанатки Стейлі на його життя і опис того, як творчість музиканта допомогла їй впоратися з булімією. В книзі було багато фактичних помилок, що суперечили свідченням очевидців і офіційним документам. Рубіо мала намір зняти фільм-біографію Стейлі «Народитися заново» у співпраці з Джоном Бренданом, який раніше написав біографію Майка Старра. Юридична компанія Alice in Chains примусила зупинити роботу над проєктом, оскільки «літературний твір, на якому був заснований проєкт, містив інформацію про наших клієнтів, що вводить в оману, і зображував їх у негативному і хибному світлі».
У 2015 році побачила світ книга «Alice in Chains: нерозказана історія», що містила вичерпну біографію Alice in Chains, написану журналістом Девідом де Сола. Автор брав інтерв'ю у родичів та друзів музикантів, а також представників музичної сцени. Він також провів власне дослідження, проаналізував журнальні статті, відеозаписи та інші видання, присвячені гранжу. Де Сола розкритикував книгу Адріани Рубіо та припустив, що інтерв'ю зі Стейлі у лютому 2002 року було вигадкою. У журналі Under the Radar книгу де Соли оцінили на сім зірок із десяти. Френк Веліш відзначив її емоційну кінцівку, в якій «члени групи, їхні подруги та знайомі мруть як мухи через героїновий спосіб життя, який неможливо довго підтримувати», і підбив підсумок: «Так, Alice in Chains продовжують існувати зусиллями засновників Джеррі Кантрелла і Шона Кінні, але без голосу — цього голосу! — вони ніколи не будуть колишніми».

### День Лейна Стейлі

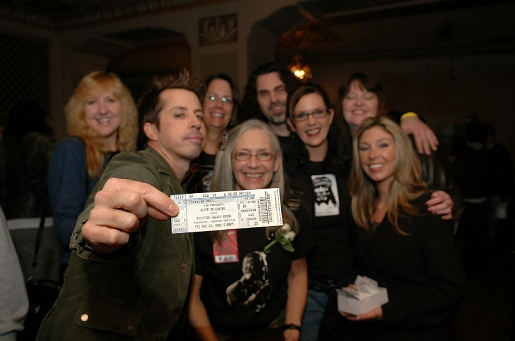
Члени фонду Лейна Стейлі та мати музиканта Ненсі Маккаллум

Після смерті Стейлі його батьки Філ Стейлі і Ненсі Маккаллум заснували меморіальний фонд з метою підтримки сіетлського музичного співтовариства і збору коштів, які потребують боротьби з героїновою залежністю. Фонд став відповіддю на численні пожертвування, які почали приходити від шанувальників творчості сина у всьому світі. Щорічно в Сіетлі проходили благодійні концерти, приурочені до дня народження музиканта, де виконувались пісні Стейлі, а фанати мали змогу зустрітися з його батьками.
У 2019 році мер Сіетла Дженні Деркан офіційно оголосила 22 серпня Днем Лейна Стейлі. У заяві Стейлі названий «впливовим і неймовірним музикантом», чий легендарний голос і вокальний стиль надихнули багатьох музикантів, а біографія стала прикладом тривалої боротьби з наслідками зловживання наркотиками. Музиканти Alice in Chains із натхненням сприйняли рішення міської влади. «Приємно бачити, що хлопцеві дісталося трішки кохання від рідного міста», — прокоментував новину Джеррі Кантрелл.

## Довідкові дані

### Дискографія
Sleze / Alice N' Chains
- 1986 — «Lip Lock Rock / Fat Girls / Over The Edge»[d 1]

Alice in Chains
- 1990 — We Die Young[d 2]
- 1990 — Facelift[d 3]
- 1992 — Dirt[d 4]
- 1992 — Sap[d 5]
- 1993 — саундтрек до фільму «Останній кіногерой» (пісні «A Little Bitter» та «What The Hell Have I»)[d 6]
- 1994 — Jar of Flies[d 7]
- 1994 — Jar of Flies / Sap[d 8]
- 1995 — Alice In Chains[d 9]
- 1996 — MTV Unplugged[d 10]
- 1999 — Music Bank[d 11]
- 2001 — Greatest Hits[d 12]
- 2006 — The Essential Alice in Chains[d 13]
- 2016 — Live Facelift[d 14]

Mad Season
- 1995 — Above[d 15]
- 1995 — Live At The Moore[d 16]
- 1995 — Working Class Hero: A Tribute to John Lennon (пісня «I Don't Wanna Be A Soldier»)[d 17]

Інші
- 1993 — Heart — Desire Walks On (пісня «Ring Them Bells»)[d 18]
- 1994 — Second Coming — L.O.V.Evil (пісня «It's Coming After»)[d 19]
- 1998 — Class Of '99 — саундтрек до фільму «Факультет» (пісня «Another Brick in the Wall»)[d 20]
- 2002 — Heart — The Essential Heart (пісня «Ring Them Bells»)[d 21]

### Відеографія
- 1990-е — Father Rock[272]
- 1992 — «Одинаки»